# Der Sonntags-Stammtisch
Der Sonntags-Stammtisch (Untertitel: Bayerisch – Bissig – Bunt) ist eine wöchentliche Fernseh-Diskussionsrunde des BR Fernsehens. Es diskutieren dabei immer ein Moderator sowie zwei Stammgäste mit zwei prominenten, vorzugsweise bayerischen Gästen.

## Konzept
Fester Bestandteil zum Ende des Stammtisches ist die Frage an alle Stammtischteilnehmer nach der Freude und dem Ärger der Woche. Die Sendung wird sonntagvormittags um 11:00 Uhr live übertragen vom Stammtisch des Gasthofs „Brunnerwirt in Lansing“ der Serie Dahoam is Dahoam. In den ersten neun Jahren seit 2007 lag die Sendungslänge immer bei 60 Minuten. Seit 16. Oktober 2016 wird die Sendungslänge gelegentlich etwas ausgedehnt, sodass die Sendungen manchmal auch 70 oder 75 Minuten dauern.

## Geschichte der Sendung
Seit der Erstausstrahlung im Oktober 2007 bis März 2018 wurde die Sendung fast immer vom Focus-Herausgeber und ehemaligen Chefredakteur Helmut Markwort moderiert.
Von April bis Dezember 2018 hatte Tilmann Schöberl vorübergehend die Vertretung übernommen, da Helmut Markwort Mitte März 2018 in der Presse angekündigt hatte, für die FDP bei der bayerischen Landtagswahl 2018 zu kandidieren. Gemäß BR-Statuten darf ein Landtagskandidat in der Wahlkampfphase bis zur Landtagswahl keine Sendung im öffentlich-rechtlichen Rundfunk moderieren. Wenn Vertretungsmoderator Schöberl verhindert war, sprang gelegentlich Ursula Heller für ihn ein.
Dazu kamen als permanente „Stammgäste“ von der Erstausstrahlung bis Dezember 2018 Karikaturist Dieter Hanitzsch und der Generaldirektor des Deutschen Museums in München, Professor Wolfgang Heckl. Dieter Hanitzsch beantwortet dabei die Frage nach seinem Ärger immer mit einer gezeichneten Karikatur.
Nach dem Einzug von Markwort als Alterspräsident in den Bayerischen Landtag im Oktober 2018 wurde klar, dass ein neuer Moderator gefunden werden musste. Diese Gelegenheit nutzte der Bayerische Rundfunk um noch mehr zu ändern und kündigte im Dezember 2018 an, dass die Sendung personell verjüngt werden und auch eine Frau Teil der Stammbesetzung sein sollte. Auch die bisherigen Stammgäste Heckl und Hanitzsch schieden somit im selben Monat aus.
Im Januar 2019 gab der Bayerische Rundfunk dann die neue Besetzung des Sonntags-Stammtisches bekannt: Seitdem fungiert der Journalist im Ruhestand Hans Werner Kilz als Moderator der Sendung. Der bisherige Vertretungsmoderator Tilmann Schöberl wird auch die Vertretung von Kilz übernehmen. Auch bei den neuen Stammgästen gibt es seitdem ein Novum: Es wechseln sich jeweils zwei Stammgäste wöchentlich ab. Als Vertreter der Wissenschaft werden der Professor für Verkehrstechnik Klaus Bogenberger oder die Präsidentin der Hochschule der Bayerischen Wirtschaft und promovierte Chemikerin Evelyn Ehrenberger als Stammgast am Stammtisch platznehmen. Zweiter Stammgast ist entweder der ehemalige Skirennfahrer Christian Neureuther oder die Musikkabarettistin Monika Well. Das Konzept der Sendung blieb laut BR-Angaben bis auf die sich abwechselnden neuen Stammgäste „im Kern unverändert“.
Die neue Stammbesetzung des Stammtisches wurde in sozialen Medien und Leserbriefen in Zeitungen sowie in Briefen an die zuständige Redaktion laufend kritisiert. Die Kritik richtete sich dabei hauptsächlich gegen den neuen Stammgast Monika Well, die wegen ihrer „Art“ als „Störfaktor“ und „Fehlbesetzung“ angesehen wurde. Einige Zuseher gaben auch an, die Sendung in den Wochen, in denen Monika Well zu Gast sei, nicht mehr sehen zu wollen. Zunächst verwies der BR darauf, dass die Zuschauer genügend Zeit benötigen, um sich an die neue Stammbesetzung zu gewöhnen. Da die Kritik gegen Monika Well jedoch kein Ende nahm, entschied die zuständige BR-Redaktion Mitte Juli 2019 – noch vor einer bereits geplanten Evaluation der Sendung in der Sommerpause ab August – die „Position von Moni Well neu zu besetzen“. Somit war der letzte Auftritt von Monika Well als Stammgast bereits Ende Juni 2019. Ihre Nachfolgerin ist seit dem 20. Oktober 2019 die Münchener Politologin Ursula Münch. Im Oktober 2023 löste Anja Kohl Evelyn Ehrenberger als Stammgast ab.
Seit der Landtagswahl in Bayern 2023 wird der Sonntags-Stammtisch an Wahlsonntagen in Bayern nicht mehr um 11:00 Uhr gesendet, sondern ausnahmsweise gegen 20:20 Uhr unter dem Titel BR24 Wahl – Der Sonntags-Stammtisch, um bereits die ersten Wahlergebnisse diskutieren zu können. Somit wurden auch an den Wahlsonntagen der Europawahl 2024 und der Bundestagswahl 2025 die Sendungen jeweils abends live ab 20.20 Uhr unter dem genannten Titel ausgestrahlt. Statt Weißwurstfrühstück gibt es für die Zuschauer im Brunnerwirt dann eine Brotzeit.
Die Anzahl der Episoden pro Jahr schwankte im Laufe der Jahre zwischen 33 und 38 Folgen. (2008: 37, 2009: 34, 2010: 34, 2011: 36, 2012: 38, 2013: 38, 2014: 37, 2015: 34, 2016: 36, 2017: 36, 2018: 34, 2019: 37, 2020: 35, 2021: 36, 2022: 37, 2023: 33, 2024: 33)

## Erwähnenswerte Sendungen
- Zur Sendung am 1. Februar 2009 sorgte die Ausladung von Waldemar Hartmann für Wirbel. BR-Fernsehdirektor Gerhard Fuchs begründete dies mit „dramaturgischen Gründen, um mehr Pep in die Sendung zu bringen“. Schließlich kam stattdessen der Büttenredner Bernd Händel zum Stammtisch.[11]
- Zur Sendung am 9. Oktober 2011 sollte eigentlich der ehemalige Rennfahrer Hans-Joachim Stuck kommen. Er war jedoch im österreichischen Ellmau eingeschneit, worauf kurzfristig Paul Breitner einsprang. Zur Sendung am 20. November 2011 war dann Hans-Joachim Stuck selbst dabei.
- In der Sendung am 22. April 2012 gab es erstmals einen musikalischen Beitrag: Willy Astor spielte auf seiner Gitarre das Instrumentalstück Curry Landla.
- Nach dem am Vortag verlorenen Champions-League-Finale dahoam kam Theodor Waigel zur Sendung am 20. Mai 2012 mit FC-Bayern-München-Schal.
- In der Sendung am Pfingstsonntag 2012 (27. Mai) kam es erstmals vor, dass der Moderator des Stammtisches, Helmut Markwort, die Sendung nicht selber moderieren konnte, da er am Herzen operiert wurde. Für ihn übernahm BR-Moderator Tilmann Schöberl, bekannt vor allem durch die Bürgerdiskussionssendungen Jetzt red i und Bürgerforum live, kurzfristig die Moderation. In den darauffolgenden vier Wochen wurde Markwort von BR-Chefredakteur Sigmund Gottlieb vertreten. Am 1. Juli konnte Markwort die Moderation wieder selber übernehmen.
- Zur 200. Jubiläumssendung am 17. Februar 2013 gab es Brezen in Form der Ziffern 2 0 0.
- Aufgrund der Live-Berichterstattung vom G7-Gipfel auf Schloss Elmau fing die Sendung am 7. Juni 2015 erstmals mit Verspätung an, startete also erst 36 Minuten später. Außerdem gab es während der Sendung eine Live-Schalte zum BR-Reporter Marcus Bornheim nach Elmau, was unüblich ist, da der Sonntags-Stammtisch sonst auf Schalten und Einspielfilme komplett verzichtet.
- Am 6. März 2016 musste der Sonntags-Stammtisch erstmals ohne Wolfgang Heckl stattfinden. Der Grund war ein kurz vor der Sendung aufgetretenes Nasenbluten.
- Am 12. Februar 2017 war Helmut Markwort verhindert, den Sonntags-Stammtisch zu leiten, da er Mitglied der 16. Bundesversammlung zur Wahl des Bundespräsidenten 2017 war. Am Stammtisch wurde er wieder von BR-Moderator Tilmann Schöberl vertreten.
- Zur 10-jährigen Jubiläumssendung am 15. Oktober 2017 gab es Brezen mit dem Schriftzug 10 Jahre.
- Am 18. März 2018 moderierte Helmut Markwort zum letzten Mal nach über 10 Jahren den Sonntags-Stammtisch.
- In der Sendung vom 15. April 2018 saß Helmut Markwort in ungewohnter Rolle als Gast am Stammtisch.[2] Mit der Moderation musste er wegen seiner Kandidatur zur Landtagswahl pausieren (siehe oben).
- Am 16. Dezember 2018 fand die letzte Sendung mit den bisherigen Stammgästen Wolfgang M. Heckl und Dieter Hanitzsch statt (siehe oben). Die letzten fünf Minuten der Sendung stellte Moderator Tilmann Schöberl den beiden zur Verfügung, um sich jeweils mit einem persönlichen Statement von ihrem Publikum zu verabschieden.[4]
- Am 13. Januar 2019 gab es die erste Sendung mit neuer Besetzung, sowohl mit neuem Moderator Hans Werner Kilz als auch einer Hälfte der neuen, wechselnden Stammgäste Evelyn Ehrenberger und Christian Neureuther. In der Sendung eine Woche später am 20. Januar 2019 hatten dann Klaus Bogenberger und Monika Well ihren ersten Auftritt als Stammgäste am neuen Sonntags-Stammtisch.
- Am 27. Januar 2019 gab es erstmals einen dritten Gast. Da Christian Neureuther es vorgezogen hatte, seinen Sohn Felix Neureuther beim Hahnenkammrennen des Alpinen Skiweltcups 2018/19 in Kitzbühel zu unterstützen, war mit Evelyn Ehrenberger nur einer der beiden Stammgäste anwesend. Stattdessen kam als dritter Gast Anselm Bilgri und hat somit die traditionelle Fünfer-Runde komplettiert.
- Am 28. April 2019 gab es erstmals eine Frauenmehrheit. Neben den beiden Stammgästen Evelyn Ehrenberger und Monika Well war noch Jutta Speidel zu Gast, so dass drei Frauen mit zwei Männern am Stammtisch saßen.
- Seit 15. März 2020 finden aufgrund der COVID-19-Pandemie in Deutschland die Sendungen ohne Publikum, also ohne weitere Gäste an den übrigen Tischen des Brunnerwirts, statt. Jeder der Gäste sitzt hierbei an einem eigenen der im Halbrund aufgestellten Tische, um einen ausreichenden Abstand sicherzustellen. Anfangs waren die Mikrophone auch am Tisch befestigt und nicht an der Kleidung der Protagonisten.
- Am 13. Dezember 2020 wurde der Stammtisch gegen 11:10 Uhr unterbrochen für die Live-Übertragung der Pressekonferenz von Bundeskanzlerin Angela Merkel, den Ministerpräsidenten Michael Müller und Markus Söder und Bundesfinanzminister Olaf Scholz zur Verschärfung von Covid-19-Lockdown-Maßnahmen. Im Anschluss an die Pressekonferenz wurde der Stammtisch um 12:00 Uhr fortgesetzt und bis 12:50 Uhr verlängert, um unter anderem die soeben verkündeten Beschlüsse der Ministerpräsidentenkonferenz zu diskutieren.
- Am 17. Januar 2021 war zunächst für ein paar Sekunden ein Bild auf die leeren Stammtisch-Stühle zu sehen, dann folgte für mehrere Minuten die Einblendung „Störung“ (unterlegt mit einem Störungsvideo). Danach wurde für einige Minuten die Aufzeichnung der Stammtisch-Sendung der Vorwoche gesendet (mit gelegentlicher Einblendung „Wiederholung vom 10.01.2021“). Erst gegen 11:10 wurde schlagartig von der Wiederholungssendung auf die Live-Sendung umgeschaltet. Die Diskussion der Gäste am Stammtisch war dort bereits im Gange und auf Regieanweisung musste Moderator Kilz seine Gäste erneut vorstellen. Ab diesem Zeitpunkt wurde die Live-Sendung bis zu ihrem regulären Ende um 12:05 Uhr ohne weitere Störungen gesendet. 
Auch in der BR-Mediathek war zunächst nur die Sequenz bis zum Ende der Störung zu sehen. Erst später wurde eine korrigierte Version der Sendung eingestellt mit Vorstellung der Gäste am Anfang und ohne die erneute Vorstellung nach der Störung. 
In der Folgesendung eine Woche später hat sich der Moderator Hans Werner Kilz nochmal für die Störung entschuldigt und als Grund einen ausgefallenen Decoder angegeben.
- Am 29. Mai 2022 wurde erstmalig seit Einführung der Corona-Schutzmaßnahmen am 15. März 2020 wieder auf die größeren Sitzabstände verzichtet und die Gäste sitzen wieder wie vor der COVID-19-Pandemie gemeinsam am Tisch.
- Am 12. Juni 2022 war erstmalig seit Aussetzung am 15. März 2020 auch wieder Live-Publikum an den anderen Tischen im Gasthof Brunnerwirt mit dabei.
- Aufgrund der Live-Berichterstattung vom G7-Gipfel auf Schloss Elmau fing die Sendung am 26. Juni 2022 bereits um 10:50 Uhr an, 10 Minuten früher als üblich. Außerdem gab es während der Sendung eine Live-Schalte zu BR-Reporterin Stephanie Stauss nach Elmau sowie eine weitere Live-Schalte zu BR-Reporter Markus Rosch vor dem Protest-Camp in Garmisch-Partenkirchen, was unüblich ist, da der Sonntags-Stammtisch sonst auf Schalten und Einspielfilme komplett verzichtet. (Beim vorherigen G7-Gipfel auf Schloss Elmau 2015 wurde mit Live-Schalten während der Stammtisch-Sendung aber bereits ähnlich verfahren, siehe oben.)
- Am 8. Oktober 2023, dem Tag der Bayerischen Landtagswahl 2023, wurde als Sonderfolge um 20:25 Uhr ausgestrahlt. Außerdem nahm erstmals Anja Kohl als Stammgast teil
- Am 29. Oktober 2023 fing der Sonntags-Stammtisch erst um 11:30 Uhr an, da vorher der Evangelische Festgottesdienst zum Wechsel im Bischofsamt mit Übergabe von Heinrich Bedford-Strohm an Christian Kopp live aus der Lorenzkirche in Nürnberg übertragen wurde. Dies war auch die letzte Sendung mit Stammgast Evelyn Ehrenberger.
- Am 26. Januar 2025 wurde der Sonntags-Stammtisch kurzfristig auf 12:00 Uhr verschoben, da unmittelbar davor der Trauergottesdienst zum Messerangriff von Aschaffenburg, der wenige Tage zuvor stattgefunden hatte, live im BR-Fernsehen übertragen wurde.

## Gästelisten

### Gästeliste seit Januar 2019, moderiert von Hans Werner Kilz
Moderiert von Hans Werner Kilz, soweit nicht anderweitig markiert:
- TS Moderator: Tilmann Schöberl

Mit aktuell jeweils zwei der folgenden vier Stammgäste:
- KB Klaus Bogenberger, Professor für Verkehrstechnik
- AK Anja Kohl, Wirtschaftsjournalistin (seit 8. Oktober 2023)[10]
- UM Ursula Münch, Politologin und Hochschullehrerin (seit 20. Oktober 2019)
- CN Christian Neureuther, ehemaliger Skirennfahrer

Frühere, inzwischen nicht mehr aktive Stammgäste waren:
- EE Evelyn Ehrenberger, Präsidentin der Hochschule der Bayerischen Wirtschaft und promovierte Chemikerin (bis 29. Oktober 2023, ersetzt durch Anja Kohl)[10]
- MW Monika Well, Musikkabarettistin (bis 30. Juni 2019, ersetzt durch Ursula Münch)

| Inhaltsverzeichnis 2025, 2024, 2023, 2022, 2021, 2020, 2019 |

| Nr. | Sendung vom          | Stammgäste | Stammgäste | Gäste | Gäste |
| Nr. | Sendung vom          | 1.         | 2.         | 1. meist Künstler oder Sportler | 2. meist Politiker oder Journalist |
| --- | -------------------- | ---------- | ---------- | --- | --- |
| 641 | 27. Juli 2025        | CN         | UM         | André Wüstner, Vorsitzender des Deutschen Bundeswehrverbandes                                                                       | Robin Alexander, Journalist |
| 640 | 20. Juli 2025        | KB         | UM         | Ulrich Walter, ehem. Astronaut und Physiker                                                                                         | Klaus Holetschek, CSU-Fraktionsvorsitzender im Bayerischen Landtag                                                                                 |
| 639 | 13. Juli 2025        | AK         | CN         | Bodo Ramelow, Bundestagsabgeordneter Die Linke                                                                                      | Sven Plöger, ARD-Wetterexperte |
| 638 | 6. Juli 2025         | KB         | UM         | Uschi Glas, Schauspielerin | Felix Banaszak, Bundesvorsitzender Bündnis 90/Die Grünen                                                                                           |
| 637 | 29. Juni 2025        | CN         | UM         | Roman Deininger, Journalist | Horst Seehofer, ehem. Bayerischer Ministerpräsident, CSU                                                                                           |
| 636 | 1. Juni 2025         | AK         | CN         | Marcel Reif, Sportjournalist | Ulrike Scharf, Bayerische Arbeits- und Sozialministerin, CSU                                                                                       |
| 635 | 25. Mai 2025         | CN         | UM         | Susanne Glass, ehemalige Israel-Korrespondentin der ARD                                                                             | Dietmar Bartsch, Bundestagsabgeordneter, Die Linke                                                                                                 |
| 634 | 18. Mai 2025         | KB         | UM         | Georg Hackl, ehem. Rennrodler | Katarina Barley, Vizepräsidentin des Europäischen Parlaments, SPD                                                                                  |
| 633 | 11. Mai 2025         | AK         | CN         | Markus Feldenkirchen, Journalist | Michaela Kaniber, Bayerische Landwirtschafts- und Tourismusministerin, CSU                                                                         |
| 632 | 6. April 2025        | KB         | UM         | Reinhard Marx, Erzbischof von München und Freising                                                                                  | Joe Kaeser, Manager und Ex-Siemens-Vorstand |
| 631 | 30. März 2025        | AK         | CN         | Anna Clauß, Leiterin „Meinung und Debatte“, Der Spiegel                                                                             | Peter R. Neumann, Sicherheitsexperte |
| 630 | 23. März 2025        | CN         | UM         | Bonita Grupp, Unternehmerin Trigema                                                                                                 | Katharina Schulze, Fraktionsvorsitzende der Grünen im Bayerischen Landtag                                                                          |
| 629 | 16. März 2025        | KB         | UM         | Michael Lerchenberg, Schauspieler und Regisseur                                                                                     | Dorothee Bär, CSU-Bundestagsabgeordnete |
| 628 | 9. März 2025         | AK         | CN         | Ron Williams, Schauspieler und Sänger                                                                                               | Marie-Agnes Strack-Zimmermann, Vorsitzende Verteidigungsausschuss im EU-Parlament, FDP                                                             |
| 627 | 2. März 2025         | KB         | UM         | Harald Schmidt, Schauspieler und Entertainer                                                                                        | Sara Sievert, Journalistin und Merz-Biografin |
| 626 | 23. Februar 2025     | CN         | UM         | Harald Lesch, Astrophysiker und Wissenschaftsjournalist                                                                             | Erwin Huber, ehemaliger CSU-Parteivorsitzender |
| 625 | 16. Februar 2025     | AK         | CN         | Melanie Amann, Spiegel-Redakteuerin                                                                                                 | Markus Söder, Bayerischer Ministerpräsident, CSU                                                                                                   |
| 624 | 9. Februar 2025      | KB         | UM         | Veronika Grimm, Wirtschaftsweise | Hubertus Heil, Bundesarbeitsminister, SPD |
| 623 | 2. Februar 2025      | KB         | AK         | Uli Hoeneß, Ehrenpräsident des FC Bayern München                                                                                    | Claudia Roth, Kulturstaatsministerin, Bündnis 90/Die Grünen                                                                                        |
| 622 | 26. Januar 2025      | CN         | UM         | Julie Kurz, ARD-Korrespondentin im Hauptstadtstudio                                                                                 | Bernd Baumann, Erster Parlamentarischer Geschäftsführer der AfD-Bundestagsfraktion                                                                 |
| 621 | 19. Januar 2025      | KB         | UM         | Christian Springer, Kabarettist | Hubert Aiwanger, Vorsitzender der Freien Wähler und Bayerischer Wirtschaftsminister                                                                |
| 620 | 15. Dezember 2024    | AK         | CN         | Luise Kinseher, Kabarettistin und Schauspielerin                                                                                    | Gregor Gysi, Bundestagsabgeordneter, Die Linke |
| 619 | 8. Dezember 2024     | KB         | UM         | Rainer Maria Schießler, Katholischer Pfarrer                                                                                        | Boris Palmer, Tübinger Oberbürgermeister |
| 618 | 1. Dezember 2024     | KB         | UM         | Luitpold Prinz von Bayern, Unternehmer                                                                                              | Klaus Ernst, Landesvorsitzender des BSW Bayern |
| 617 | 24. November 2024    | AK         | CN         | Verena Bentele, ehemalige Biathletin und Präsidentin des Sozialverbands VdK                                                         | Sabine Leutheusser-Schnarrenberger, ehemalige Bundesjustizministerin, FDP                                                                          |
| 616 | 17. November 2024    | AK         | CN         | Monika Schnitzer, Vorsitzende des Sachverständigenrates Wirtschaft                                                                  | Alexander Dobrindt, Vorsitzender der CSU-Landesgruppe im Bundestag                                                                                 |
| 615 | 10. November 2024 TS | KB         | UM         | Gayle Tufts, US-amerikanische Entertainerin                                                                                         | Michael Roth, Vorsitzender des Auswärtigen Ausschusses, SPD                                                                                        |
| 614 | 3. November 2024     | CN         | UM         | Hannes Jaenicke, Schauspieler und Umweltaktivist                                                                                    | Stefan Kornelius, Journalist |
| 613 | 27. Oktober 2024     | AK         | UM         | Axel Hacke, Schriftsteller und Kolumnist                                                                                            | Karl-Theodor zu Guttenberg, Ehemaliger Bundesminister                                                                                              |
| 612 | 20. Oktober 2024     | KB         | UM         | Angela Ascher, Schauspielerin | Jürgen Trittin, Grünen-Politiker |
| 611 | 13. Oktober 2024     | AK         | CN         | Margot Käßmann, evangelische Theologin                                                                                              | Sebastian Krumbiegel, Sänger der Prinzen |
| 610 | 28. Juli 2024        | KB         | CN         | Georg Mascolo, Journalist | Ricarda Lang, Bundesvorsitzende Bündnis 90/Die Grünen                                                                                              |
| 609 | 21. Juli 2024        | KB         | UM         | Georg Hackl, ehemaliger Rennrodler                                                                                                  | Theo Koll, Journalist |
| 608 | 14. Juli 2024        | AK         | CN         | Moritz Rinke, Journalist und Autor                                                                                                  | Armin Laschet, CDU-Politiker |
| 607 | 7. Juli 2024         | CN         | UM         | Uschi Glas, Schauspielerin | Kevin Kühnert, SPD-Generalsekretär |
| 606 | 30. Juni 2024        | CN         | UM         | Roman Deininger, Journalist | Katja Wolf, Oberbürgermeisterin Eisenach, BSW-Spitzenkandidatin in Thüringen                                                                       |
| 605 | 23. Juni 2024        | KB         | UM         | Christian Stückl, Intendant des Münchner Volkstheaters                                                                              | Linda Teuteberg, FDP-Bundestagsabgeordnete |
| 604 | 16. Juni 2024        | AK         | KB         | Gerhard Delling, Fernsehmoderator und Sportjournalist                                                                               | Eva Lettenbauer, Parteivorsitzende von Bündnis 90/Die Grünen in Bayern                                                                             |
| 603 | 9. Juni 2024         | CN         | UM         | Rolf-Dieter Krause, Ehemaliger Leiter es ARD-Studios Brüssel                                                                        | Franziska Augstein, Journalistin |
| 602 | 12. Mai 2024         | CN         | UM         | Walter Sittler, Schauspieler | Manfred Weber, CSU-Spitzenkandidat für die Europawahl und Fraktionsvorsitzender der Europäischen Volkspartei                                       |
| 601 | 5. Mai 2024          | AK         | KB         | Till Hofmann, Kulturmanager und Gründer von „Bellevue di Monaco“                                                                    | Katarina Barley, Vizepräsidentin des EU-Parlaments und SPD-Spitzenkandidatin für die Europawahl                                                    |
| 600 | 28. April 2024       | KB         | UM         | Jutta Speidel, Schauspielerin | Theo Waigel, Ehemaliger Bundesfinanzminister und CSU-Ehrenvorsitzender                                                                             |
| 599 | 21. April 2024       | AK         | CN         | Caro Matzko, Journalistin und Moderatorin                                                                                           | Bijan Djir-Sarai, FDP-Generalsekretär |
| 598 | 14. April 2024       | KB         | UM         | Thomas Hitzlsperger, ehemaliger Fußballspieler und Fußballfunktionär                                                                | Carlo Masala, Politikwissenschaftler und Militärexperte                                                                                            |
| 597 | 17. März 2024        | KB         | UM         | Erich Vad, Brigadegeneral a. D. | Petra Gerster, Journalistin und Moderatorin |
| 596 | 10. März 2024        | AK         | CN         | Jan Weiler, Schriftsteller | Christiane Benner, Vorsitzende der IG Metall |
| 595 | 3. März 2024         | AK         | -          | Hilde Gerg, ehemalige Skirennläuferin und Olympiasiegerin                                                                           | Michaela Kaniber, Bayerische Staatsministerin für Ernährung, Landwirtschaft, Forsten und Tourismus, CSU                                            |
| 595 | 3. März 2024         | AK         | -          | Jürgen Tonkel, Schauspieler (3. Gast)                                                                                               | |
| 594 | 25. Februar 2024     | AK         | CN         | Katja Gloger, Journalistin und Autorin                                                                                              | Norbert Röttgen, CDU-Bundestagsabgeordneter und ehemaliger Vorsitzender des Auswärtigen Ausschusses                                                |
| 593 | 18. Februar 2024     | CN         | UM         | Gregor Peter Schmitz, Journalist und Vorsitzender der stern-Chefredaktion                                                           | Omid Nouripour, Bundesvorsitzender Bündnis 90/Die Grünen                                                                                           |
| 592 | 11. Februar 2024     | KB         | UM         | Suzanna Randall, Astrophysikerin, Forscherin am European Southern Observatory in Garching bei München und Astronautin in Ausbildung | Monika Schnitzer, Wirtschaftswissenschaftlerin und Wirtschaftsweise                                                                                |
| 591 | 4. Februar 2024      | CN         | UM         | Hannes Ringlstetter, Kabarettist, Musiker und TV-Moderator                                                                          | Hubert Aiwanger, FW, Bayerischer Wirtschaftsminister und stellvertretender Minister                                                                |
| 590 | 28. Januar 2024      | KB         | UM         | Michel Friedman, Philosoph und Publizist                                                                                            | Ekin Deligöz, Staatssekretärin im Bundesfamilienministerium, Bündnis 90/Die Grünen                                                                 |
| 589 | 21. Januar 2024      | AK         | KB         | Harald Lesch, Astrophysiker und Wissenschaftsjournalist                                                                             | Wolfgang Bosbach, ehemaliger Bundestagsabgeordneter und Vorsitzender des Innenausschusses des Deutschen Bundestags, CDU                            |
| 588 | 14. Januar 2024      | CN         | UM         | Michael Kobr, Schriftsteller | Theo Waigel, CSU-Ehrenvorsitzender und ehemaliger Bundesfinanzminister                                                                             |
| 587 | 10. Dezember 2023    | AK         | CN         | Michaela May, Schauspielerin | Dieter Reiter, Münchner Oberbürgermeister, SPD |
| 586 | 3. Dezember 2023     | KB         | UM         | Marcel Reif, Sportjournalist und Kommentator                                                                                        | Verena Bentele, Präsidentin des Sozialverbands VdK                                                                                                 |
| 585 | 26. November 2023    | KB         | UM         | Florian Schroeder, Kabarettist, Autor und Moderator                                                                                 | Ulrike Scharf, Bayerische Staatsministerin für Familie, Arbeit und Soziales, CSU                                                                   |
| 584 | 19. November 2023    | CN         | UM         | Christoph Schwennicke, Journalist und Mitglied der Chefredaktion von T-Online                                                       | Klaus Ernst, parteiloser Bundestagsabgeordneter nach Beitritt zum Bündnis Sahra Wagenknecht                                                        |
| 583 | 12. November 2023    | AK         | CN         | Nikolaus Blome, Autor und Journalist, Ressortleiter Politik bei RTL und Online-Kolumnist bei „Der Spiegel“                          | Sabine Leutheusser-Schnarrenberger, ehemalige Bundesjustizministerin und Antisemitismusbeauftragte des Landes Nordrhein-Westfalen, FDP             |
| 582 | 29. Oktober 2023     | EE         | CN         | Jürgen Kirner, Volkssänger, Schauspieler und Kabarettist                                                                            | Alexander Hold, Richter und Landtagsvizepräsident (2018–2023), Freie Wähler                                                                        |
| 581 | 22. Oktober 2023     | KB         | UM         | Susanne Glass, ehemalige Israel-Korrespondentin der ARD                                                                             | Anton Hofreiter, Bundestagsabgeordneter, Bündnis 90/Die Grünen                                                                                     |
| 580 | 15. Oktober 2023     | KB         | UM         | Christian Springer, Kabarettist und Autor                                                                                           | Erwin Huber, ehemaliger CSU-Parteivorsitzender |
| 579 | 8. Oktober 2023      | AK         | UM         | Uli Hoeneß, Ehrenpräsident des FC Bayern München                                                                                    | Roman Deininger, Journalist und Söder-Biograf |
| 578 | 23. Juli 2023        | CN         | UM         | Herbert Diess, ehemaliger Vorstandsvorsitzender der Volkswagen AG                                                                   | Markus Söder, Bayerischer Ministerpräsident, CSU                                                                                                   |
| 577 | 16. Juli 2023        | KB         | UM         | Michel Friedman, Philosoph und Publizist                                                                                            | Claudia Roth, Kulturstaatsministerin, Bündnis 90/Die Grünen                                                                                        |
| 576 | 9. Juli 2023         | EE         | CN         | Anna Clauß, Journalistin, Spiegel-Korrespondentin in Bayern                                                                         | Hubert Aiwanger, Bayerischer Wirtschaftsminister und stellvertretender Bayerischer Ministerpräsident, Freie Wähler                                 |
| 575 | 2. Juli 2023         | KB         | UM         | Timo Frasch, Journalist, FAZ-Korrespondent                                                                                          | Ulrich Singer, AfD-Fraktionsvorsitzender im Bayerischen Landtag                                                                                    |
| 574 | 25. Juni 2023        | EE         | CN         | Sarna Röser, Unternehmerin und Bundesvorsitzende der Jungen Unternehmer                                                             | Kevin Kühnert, SPD-Generalsekretär |
| 573 | 18. Juni 2023        | KB         | UM         | Amelie Fried, Schriftstellerin und Moderatorin                                                                                      | Martin Hagen, Vorsitzender der FDP Bayern und Fraktionsvorsitzender im Bayerischen Landtag                                                         |
| 572 | 11. Juni 2023        | KB         | CN         | Harald Schmidt, Schauspieler und Entertainer                                                                                        | Ricarda Lang, Bundesvorsitzende Bündnis 90/Die Grünen                                                                                              |
| 571 | 21. Mai 2023         | CN         | UM         | Maxi Schafroth, Kabarettist | Jens Spahn, ehem. Bundesgesundheitsminister, CDU                                                                                                   |
| 570 | 14. Mai 2023         | EE         | CN         | Sina Trinkwalder, Unternehmerin | Michael Piazolo, Bayerischer Staatsminister für Unterricht und Kultus, Freie Wähler                                                                |
| 569 | 7. Mai 2023          | EE         | KB         | Patricia Riekel, Journalistin und ehem. „Bunte“-Chefredakteurin                                                                     | Ralf Stegner, SPD-Bundesversammlung |
| 568 | 30. April 2023       | KB         | UM         | Angelika Hellemann, Journalistin | Joachim Herrmann, Bayerischer Staatsminister des Inneren, CSU                                                                                      |
| 567 | 23. April 2023       | EE         | CN         | Georg Hackl, Rodel-Legende und Olympiasieger                                                                                        | Eva Lettenbauer, Vorsitzende von Bündnis 90/Die Grünen in Bayern                                                                                   |
| 566 | 16. April 2023       | KB         | UM         | Caro Matzko, Journalistin und Moderatorin                                                                                           | Dieter Reiter, Münchner Oberbürgermeister, SPD |
| 565 | 26. März 2023        | KB         | CN         | Thilo Bode, Umweltschützer und Gründer der Verbraucherschutzorganisation Foodwatch                                                  | Marie-Agnes Strack-Zimmermann, FDP-Bundestagsabgeordnete und Vorsitzende des Verteidigungsausschusses des Deutschen Bundestages                    |
| 564 | 19. März 2023        | EE         | UM         | Jan Weiler, Schriftsteller | Martin Huber, CSU-Generalsekretär |
| 563 | 12. März 2023        | EE         | CN         | Luise Kinseher, Kabarettistin | Roderich Kiesewetter, Bundestagsabgeordneter, CDU, und Oberst a. D. der Bundeswehr                                                                 |
| 562 | 5. März 2023         | KB         | UM         | Wolfgang Krebs, Kabarettist | Dietmar Bartsch, Co-Vorsitzender der Bundesvorsitzender DIE LINKE                                                                                  |
| 561 | 26. Februar 2023     | CN         | UM         | Rainer Maria Schießler, katholischer Pfarrer                                                                                        | Lars Klingbeil, SPD-Bundesvorsitzender |
| 560 | 19. Februar 2023     | EE         | UM         | Roland Hefter, Schauspieler, Kabarettist und Liedermacher                                                                           | Serap Güler, CDU-Bundestagsabgeordnete und Mitglied des Verteidigungsausschusses                                                                   |
| 559 | 12. Februar 2023     | KB         | UM         | Werner Schmidbauer, Musiker und Moderator                                                                                           | Ekin Deligöz, Parlamentarische Staatssekretärin im Bundesfamilienministerium, Bündnis 90/Die Grünen                                                |
| 558 | 5. Februar 2023      | EE         | CN         | Uschi Glas, Schauspielerin | Manfred Weber, CSU-Europapolitiker und Fraktionsvorsitzender der Europäischen Volkspartei                                                          |
| 557 | 29. Januar 2023      | EE         | KB         | Philipp Weber, Kabarettist | Clemens Fuest, Präsident des ifo-Instituts in München                                                                                              |
| 556 | 22. Januar 2023      | KB         | UM         | Jürgen Tonkel, Schauspieler | Erich Vad, Brigadegeneral a. D. |
| 555 | 15. Januar 2023      | EE         | UM         | Christian Springer, Kabarettist und Autor                                                                                           | Dieter Janecek, Bundestagsabgeordneter Bündnis 90/Die Grünen                                                                                       |
| 554 | 18. Dezember 2022    | KB         | UM         | Simon Pearce, Schauspieler und Kabarettist                                                                                          | Markus Söder, Bayerischer Ministerpräsident, CSU                                                                                                   |
| 553 | 11. Dezember 2022    | EE         | CN         | Margot Käßmann, evangelische Theologin                                                                                              | Armin Laschet, CDU-Politiker |
| 552 | 4. Dezember 2022     | KB         | UM         | Vince Ebert, Kabarettist und Diplom-Physiker                                                                                        | Veronika Grimm, Wirtschaftswissenschaftlerin und Wirtschaftsweise                                                                                  |
| 551 | 27. November 2022    | EE         | CN         | Gerhard Delling, Sportjournalist | Verena Bentele, Präsidentin des Sozialverbands VdK Deutschland                                                                                     |
| 550 | 20. November 2022    | KB         | UM         | Harald Lesch, Astrophysiker und Wissenschaftsjournalist                                                                             | Florian Hahn, CSU-Bundestagsabgeordneter und Europapolitischer Sprecher der CDU/CSU-Bundestagsfraktion                                             |
| 549 | 13. November 2022    | EE         | CN         | Helmut Schleich, Kabarettist | Hubert Aiwanger, Bayerischer Wirtschaftsminister, Freie Wähler                                                                                     |
| 548 | 6. November 2022     | EE         | KB         | Natalie Amiri, Journalistin, Iran-Expertin und Fernsehmoderatorin                                                                   | Sabine Leutheusser-Schnarrenberger, ehemalige Bundesjustizministerin, FDP                                                                          |
| 547 | 30. Oktober 2022     | CN         | UM         | Jürgen Kirner, Volkssänger, Schauspieler und Kabarettist                                                                            | Katharina Schulze, Fraktionsvorsitzende Bündnis 90/Die Grünen im Bayerischen Landtag                                                               |
| 546 | 23. Oktober 2022     | KB         | UM         | Eisi Gulp, Schauspieler und Kabarettist                                                                                             | Peer Steinbrück, ehemaliger Bundesfinanzminister, SPD                                                                                              |
| 545 | 16. Oktober 2022     | EE         | CN         | Michael Brandner, Schauspieler | Manfred Weber, CSU-Europapolitiker und Fraktionsvorsitzender der Europäischen Volkspartei                                                          |
| 544 | 9. Oktober 2022      | KB         | CN         | Uli Hoeneß, Ehrenpräsident des FC Bayerns                                                                                           | Tessa Ganserer, Bundestagsabgeordnete, Bündnis 90/Die Grünen                                                                                       |
| 543 | 24. Juli 2022        | KB         | UM         | Sarah Straub, Liedermacherin, Psychologin und Autorin                                                                               | Ricarda Lang, Bundesvorsitzende Bündnis 90/Die Grünen                                                                                              |
| 542 | 17. Juli 2022        | KB         | UM         | Hans-Jürgen Jakobs, Volkswirt und Wirtschaftsjournalist                                                                             | Florian von Brunn, Landesvorsitzender und Spitzenkandidat der BayernSPD                                                                            |
| 541 | 10. Juli 2022        | CN         | UM         | Michael Lerchenberg, Schauspieler, Regisseur und Autor                                                                              | Veronika Grimm, Wirtschaftswissenschaftlerin und Wirtschaftsweise                                                                                  |
| 540 | 3. Juli 2022         | KB         | UM         | Alexander Huber, Profibergsteiger, Extremkletterer und weltweit erfolgreichster Allroundbergsteiger                                 | Linda Teuteberg, Mitglied des FDP-Bundesvorstandes und Bundestagsabgeordneter                                                                      |
| 539 | 26. Juni 2022        | KB         | UM         | Robin Alexander, Journalist, Autor und stellv. Chefredakteur der Welt                                                               | Jürgen Trittin, Bundestagsabgeordneter und Mitglied im Auswärtigen Ausschuss, Bündnis 90/Die Grünen                                                |
| 538 | 19. Juni 2022        | CN         | UM         | Christian Stückl, Theaterintendant und Regisseur                                                                                    | Martin Hagen, FDP-Fraktionsvorsitzender im Bayerischen Landtag                                                                                     |
| 537 | 11. Juni 2022        | KB         | UM         | Hannes Ringlstetter, Kabarettist und Musiker                                                                                        | Martin Huber, CSU-Generalsekretär |
| 536 | 29. Mai 2022         | KB         | UM         | Hannes Jaenicke, Schauspieler und Umweltaktivist                                                                                    | Michaela Kaniber, Bayerische Staatsministerin für Ernährung, Landwirtschaft und Forsten, CSU                                                       |
| 535 | 22. Mai 2022         | EE         | CN         | Jan Weiler, Autor und Journalist | Katja Hessel, Parlamentarische Staatssekretärin im Bundesministerium der Finanzen, FDP                                                             |
| 534 | 15. Mai 2022         | KB         | UM         | Wladimir Kaminer, Schriftsteller und Kolumnist                                                                                      | Erwin Huber, ehemaliger CSU-Parteivorsitzender |
| 533 | 8. Mai 2022          | EE         | CN         | Michael Kobr, Autor und Co-Autor der Krimireihe „Kommissar Kluftinger“                                                              | Katarina Barley, Vizepräsidentin des EU-Parlaments, SPD                                                                                            |
| 532 | 1. Mai 2022          | KB         | UM         | Andreas Martin Hofmeir, Musiker, Kabarettist und Tuba-Professor am Mozarteum Salzburg                                               | Stephan Mayer, Generalsekretär der CSU und Bundestagsabgeordneter                                                                                  |
| 531 | 24. April 2022       | EE         | CN         | Herbert Hainer, Manager und Präsident des FC Bayern                                                                                 | Renate Schmidt, ehem. Bundesfamilienministerin, SPD                                                                                                |
| 530 | 3. April 2022        | CN         | UM         | Markus Wasmeier, Doppel-Olympiasieger im Skifahren, Betreiber eines Bauernhof- und Wintersportmuseums                               | Anton Hofreiter, Grünen-Bundestagsabgeordneter, Vorsitzender des Ausschusses für die Angelegenheiten der Europäischen Union im Deutschen Bundestag |
| 529 | 27. März 2022        | EE         | CN         | Rainer Maria Schießler, katholischer Pfarrer                                                                                        | Theo Waigel, ehem. CSU-Vorsitzender und Bundesversammlung                                                                                          |
| 528 | 20. März 2022        | KB         | UM         | Monika Schnitzer, Wirtschaftswissenschaftlerin und Wirtschaftsweise                                                                 | Marie-Agnes Strack-Zimmermann, FDP-Bundestagsabgeordnete und Vorsitzende des Verteidigungsausschusses des Deutschen Bundestages                    |
| 527 | 12. März 2022        | CN         | UM         | Roland Hefter, Schauspieler, Kabarettist und Liedermacher                                                                           | Ilse Aigner, Bayerische Landtagspräsidentin, CSU                                                                                                   |
| 526 | 6. März 2022         | EE         | CN         | Johannes Grotzky, Journalist und ehemaliger ARD-Korrespondent in Moskau                                                             | Ludwig Hartmann, Fraktionsvorsitzender Bündnis 90/Die Grünen im Bayerischen Landtag                                                                |
| 525 | 27. Februar 2022     | EE         | UM         | Werner Schmidbauer, Musiker und Moderator                                                                                           | Manfred Weber, CSU-Europapolitiker und Fraktionsvorsitzender der Europäischen Volkspartei                                                          |
| 524 | 20. Februar 2022     | KB         | UM         | Katja Kraus, Managerin und Fußball-Vize-Weltmeisterin                                                                               | Christian Ude, ehemaliger Münchner Oberbürgermeister, SPD                                                                                          |
| 523 | 13. Februar 2022     | EE         | CN         | Wolfgang Krebs, Kabarettist | Katja Gloger, Journalistin |
| 522 | 6. Februar 2022      | KB         | CN         | Hilde Gerg, ehemalige Skirennläuferin und Olympiasiegerin                                                                           | Joachim Herrmann, Bayerischer Staatsminister des Inneren, CSU                                                                                      |
| 521 | 30. Januar 2022      | EE         | CN         | Jochen Schweizer, Unternehmer und Extremsportler                                                                                    | Ekin Deligöz, Parlamentarische Staatssekretärin bei der Bundesministerin für Familie, Senioren, Frauen und Jugend, Bündnis 90/Die Grünen           |
| 520 | 23. Januar 2022      | KB         | UM         | Christian Springer, Kabarettist | Gregor Gysi, Die Linke-Bundestagsabgeordneter |
| 519 | 16. Januar 2022      | KB         | UM         | Christian Henze, Koch | Norbert Röttgen, CDU-Bundestagsabgeordneter |
| 518 | 9. Februar 2022      | EE         | CN         | Stephan Zinner, Schauspieler, Musiker und Kabarettist                                                                               | Heinrich Bedford-Strohm, Landesbischof der Evangelischen Kirche in Bayern und ehem. EKD-Ratsvorsitzender                                           |
| 517 | 12. Dezember 2021    | CN         | UM         | Peter Wohlleben, Förster und Autor                                                                                                  | Lukas Köhler, stellvertretender Vorsitzender der FDP-Bundestagsfraktion und Generalsekretär der FDP Bayern                                         |
| 516 | 5. Dezember 2021     | EE         | CN         | Nina Ruge, Journalistin und Moderatorin                                                                                             | Hubert Aiwanger, Bayerischer Wirtschaftsminister und Parteivorsitzender der Freien Wähler                                                          |
| 515 | 28. November 2021    | KB         | UM         | Simon Verhoeven, Regisseur | Markus Söder, Bayerischer Ministerpräsident und CSU-Vorsitzender                                                                                   |
| 514 | 21. November 2021    | EE         | CN         | Jutta Speidel, Schauspielerin | Dieter Reiter, Münchner Oberbürgermeister, SPD |
| 513 | 14. November 2021    | KB         | UM         | Jürgen Tonkel, Schauspieler | Antje Vollmer, ehemalige Vizepräsidentin des Deutschen Bundestags, Bündnis 90/Die Grünen                                                           |
| 512 | 7. November 2021     | EE         | UM         | Marion Schieder, Schauspielerin und Moderatorin                                                                                     | Klaus Holetschek, Bayerischer Gesundheitsminister, CSU                                                                                             |
| 511 | 31. Oktober 2021 TS  | KB         | UM         | Paul Breitner, Fußball-Legende | Jamila Schäfer, stellv. Bundesvorsitzende Bündnis 90/Die Grünen                                                                                    |
| 510 | 24. Oktober 2021     | EE         | CN         | Florian Schroeder, Kabarettist und Autor                                                                                            | Alexandra Föderl-Schmid, stellvertretende Chefredakteurin der Süddeutschen Zeitung                                                                 |
| 509 | 17. Oktober 2021     | EE         | CN         | Sven Plöger, Metrologe und Moderator                                                                                                | Dorothee Bär, Staatsministerin im Bundeskanzleramt und Beauftragte der Bundesregierung für Digitalisierung, CSU                                    |
| 508 | 10. Oktober 2021     | KB         | UM         | Harald Lesch, Astrophysiker und Moderator                                                                                           | Ralf Stegner, SPD-Bundestagsabgeordneter |
| 507 | 25. Juli 2021        | KB         | UM         | Urban Priol, Kabarettist | Horst Seehofer, Bundesinnenminister, CSU |
| 506 | 18. Juli 2021        | KB         | UM         | Carolin Matzko, Journalistin und Moderatorin                                                                                        | Hubertus Heil, Bundesminister für Arbeit und Soziales, SPD                                                                                         |
| 505 | 11. Juli 2021        | KB         | UM         | Janina Kugel, Managerin | Dieter Janecek, Bundesabgeordneter Bündnis 90/Die Grünen                                                                                           |
| 504 | 4. Juli 2021         | KB         | UM         | Christian Springer, Kabarettist und Autor                                                                                           | Jörg Meuthen, Bundessprecher der AfD |
| 503 | 27. Juni 2021        | EE         | UM         | Sigi Zimmerschied, Kabarettist und Schauspieler                                                                                     | Alexander Graf Lambsdorff, stellv. FDP-Fraktionsvorsitzender im Bundestag                                                                          |
| 502 | 20. Juni 2021        | KB         | UM         | Marianne Kreuzer, Sportjournalistin                                                                                                 | Klaus Ernst, Die Linke |
| 501 | 13. Juni 2021        | KB         | UM         | Francis Fulton-Smith, Schauspieler                                                                                                  | Florian von Brunn, Vorsitzender der BayernSPD |
| 500 | 6. Juni 2021         | EE         | CN         | Harald Schmidt, Schauspieler, Kabarettist und Entertainer                                                                           | Ilse Aigner, Bayerische Landtagspräsidentin, CSU                                                                                                   |
| 499 | 30. Mai 2021         | EE         | CN         | Angela Ascher, Schauspielerin | Hubert Aiwanger, Bayerischer Wirtschaftsminister, Freie Wähler                                                                                     |
| 498 | 16. Mai 2021         | KB         | UM         | Michaela May, Schauspielerin | Manfred Weber, CSU-Europapolitiker |
| 497 | 9. Mai 2021          | EE         | CN         | Adele Neuhauser, Schauspielerin | Martin Hagen, FDP-Fraktionsvorsitzender im Bayerischen Landtag                                                                                     |
| 496 | 2. Mai 2021          | EE         | CN         | Eva Karl-Faltermeier, Kabarettistin                                                                                                 | Klaus Holetschek, Bayerischer Gesundheitsminister                                                                                                  |
| 495 | 25. April 2021       | KB         | UM         | Hans Rudolf Wöhrl, Unternehmer | Boris Palmer, Oberbürgermeister von Tübingen, Bündnis 90/Die Grünen                                                                                |
| 494 | 18. April 2021       | KB         | UM         | Hannes Ringlstetter, Kabarettist und Musiker                                                                                        | Roman Deininger, Journalist und Söder-Biograf |
| 493 | 11. April 2021       | EE         | CN         | Jürgen Kirner, Kabarettist und Volkssänger                                                                                          | Georg Mascolo, Journalist |
| 492 | 21. März 2021        | KB         | UM         | Uschi Glas, Schauspielerin | Julian Nida-Rümelin, Philosoph und ehem. Kulturstaatsminister                                                                                      |
| 491 | 14. März 2021        | UM         | CN         | Nico Hofmann, Regisseur und Filmregisseur                                                                                           | Patricia Riekel, ehemalige Bunte-Chefredakteurin                                                                                                   |
| 490 | 7. März 2021         | EE         | KB         | Michael Lerchenberg, Schauspieler und Regisseur                                                                                     | Erwin Huber, ehemaliger CSU-Vorsitzender und bayerischer Finanzminister                                                                            |
| 489 | 28. Februar 2021     | EE         | CN         | Rufus Beck, Schauspieler | Thorsten Glauber, Bayerischer Umweltminister, Freie Wähler                                                                                         |
| 488 | 21. Februar 2021     | KB         | UM         | Helmut Schleich, Kabarettist | Horst Seehofer, Bundesinnenminister, CSU |
| 487 | 14. Februar 2021     | EE         | CN         | Felix Magath, Fußballtrainer und -manager                                                                                           | Ludwig Hartmann, Fraktionsvorsitzender Bündnis 90/Die Grünen in Bayern                                                                             |
| 486 | 7. Februar 2021      | EE         | CN         | Marion Kiechle, CSU-Politikerin und Direktorin der Frauenklinik des Klinikums rechts der Isar, München                              | Dieter Reiter, Münchner Oberbürgermeister, SPD |
| 485 | 31. Januar 2021      | KB         | UM         | Friedrich Ani, Schriftsteller | Joachim Herrmann, Bayerischer Innenminister, CSU                                                                                                   |
| 484 | 24. Januar 2021      | EE         | CN         | Gayle Tufts, Entertainerin | Theo Waigel, CSU-Ehrenvorsitzender |
| 483 | 17. Januar 2021      | KB         | UM         | Christine Theiss, ehemalige Kickbox-Weltmeisterin, Moderatorin und Ärztin                                                           | Heribert Prantl, Journalist, Autor und Jurist |
| 482 | 10. Januar 2021      | EE         | CN         | Michael Altinger, Kabarettist | Kevin Kühnert, stellvertretender SPD-Bundesvorsitzender                                                                                            |
| 481 | 20. Dezember 2020    | EE         | CN         | Andreas Martin Hofmeir, Musiker und Kabarettist                                                                                     | Ilse Aigner, Präsidentin des Bayerischen Landtags, CSU                                                                                             |
| 480 | 13. Dezember 2020    | KB         | UM         | Rainer Maria Schießler, Katholischer Pfarrer                                                                                        | Monika Schnitzer, Wirtschaftsweise |
| 479 | 6. Dezember 2020     | UM         | CN         | Margot Käßmann, Evangelische Theologin                                                                                              | Wolfgang Reitzle, Wirtschaftsmanager |
| 478 | 28. November 2020    | EE         | KB         | Götz Otto, Schauspieler | Margarete Bause, Grünen-Bundestagsgeordnete, frühere bayerische Landes- und Landtagsfraktions-Chefin                                               |
| 477 | 21. November 2020    | EE         | CN         | Alexander Huber, Profibergsteiger                                                                                                   | Harald Lesch, Astrophysiker und Moderator |
| 476 | 15. November 2020    | KB         | UM         | Monika Baumgartner, Schauspielerin                                                                                                  | Manfred Weber, CSU-Europapolitiker |
| 475 | 8. November 2020     | KB         | UM         | Christian Stückl, Theaterintendant und Spielleiter der Oberammergauer Passionsspiele                                                | Josef Joffe, Verleger und Herausgeber der Zeit |
| 474 | 25. Oktober 2020     | EE         | CN         | Simone Solga, Kabarettistin | Michaela Kaniber, Bayerische Landwirtschaftsministerin, CSU                                                                                        |
| 473 | 18. Oktober 2020     | EE         | CN         | Ron Williams, Schauspieler und Sänger                                                                                               | Sarah Wiener, Europaabgeordnete der österreichischen Grünen und Fernsehköchin                                                                      |
| 472 | 11. Oktober 2020     | KB         | UM         | Maxi Schafroth, Kabarettist | Markus Söder, Bayerischer Ministerpräsident |
| 471 | 19. Juli 2020        | KB         | CN         | Uli Hoeneß, Ehrenpräsident des FC Bayern München                                                                                    | Katarina Barley, Vizepräsidentin des EU-Parlaments, SPD                                                                                            |
| 470 | 12. Juli 2020        | EE         | UM         | Simon Pearce, Comedian und Schauspieler                                                                                             | Norbert Röttgen, CDU-Politiker |
| 469 | 5. Juli 2020         | KB         | CN         | Michael Brandner, Schauspieler | Katharina Schulze, Fraktionsvorsitzende der Grünen im Bayerischen Landtag                                                                          |
| 468 | 28. Juni 2020        | KB         | UM         | Brigitte Hobmeier, Schauspielerin                                                                                                   | Florian Herrmann, Leiter der bayerischen Staatskanzlei                                                                                             |
| 467 | 21. Juni 2020        | EE         | CN         | Axel Hacke, Kolumnist und Autor | Monika Hohlmeier, CSU-Europaabgeordnete |
| 466 | 14. Juni 2020        | KB         | UM         | Alexander Herrmann, Sternekoch und Gastronom                                                                                        | Claudia Roth, Bündnis 90/Die Grünen, Vizepräsidentin des Deutschen Bundestages                                                                     |
| 465 | 7. Juni 2020         | EE         | CN         | Urban Priol, Kabarettist | Hans-Peter Friedrich, Bundestagsvizepräsident |
| 464 | 24. Mai 2020         | KB         | CN         | Christian Gerhaher, Opernsänger | Anja Kohl, Finanz- und Börsenexpertin |
| 463 | 17. Mai 2020         | KB         | UM         | Hannes Ringlstetter, Kabarettist und Musiker                                                                                        | Sabine Leutheusser-Schnarrenberger, ehemalige Bundesjustizministerin, FDP                                                                          |
| 462 | 10. Mai 2020         | EE         | CN         | Michael A. Grimm, Schauspieler | Wolfgang Ischinger, Chef der Münchner Sicherheitskonferenz                                                                                         |
| 461 | 3. Mai 2020          | KB         | UM         | Reinhold Messner, Abenteurer und Extrembergsteiger                                                                                  | Horst Seehofer, Bundesinnenminister, CSU |
| 460 | 26. April 2020       | EE         | CN         | Luise Kinseher, Kabarettistin | Hubert Aiwanger, Bayerischer Wirtschaftsminister, Freie Wähler                                                                                     |
| 459 | 19. April 2020       | KB         | UM         | Werner Schmidbauer, Musiker und Moderator                                                                                           | Dieter Reiter, Münchner Oberbürgermeister, SPD |
| 458 | 29. März 2020        | KB         | UM         | Harald Lesch, Astrophysiker und Moderatorin                                                                                         | Melanie Huml, Bayerische Gesundheitsministerin, CSU                                                                                                |
| 457 | 22. März 2020        | EE         | UM         | Till Hofmann, Musik- und Kabarettveranstalter                                                                                       | Joachim Herrmann, Bayerischer Innenminister |
| 456 | 15. März 2020        | EE         | CN         | Helmut Schleich, Kabarettist | Jan Fleischhauer, Journalist |
| 455 | 8. März 2020         | KB         | UM         | Amelie Fried, Moderatorin und Schriftstellerin                                                                                      | Manfred Weber, CSU-Europapolitiker |
| 454 | 1. März 2020         | KB         | CN         | Christine Theiss, Kickboxerin und TV-Moderatorin                                                                                    | Cem Özdemir, Bundestagsabgeordneter Bündnis 90/Die Grünen                                                                                          |
| 453 | 23. Februar 2020     | EE         | CN         | Jürgen Kirner, Kabarettist und Volkssänger                                                                                          | Hubert Aiwanger, Bayerischer Wirtschaftsminister, Freie Wähler                                                                                     |
| 452 | 2. Februar 2020      | KB         | UM         | Dirk Rohrbach, Journalist, Autor und Fotograf                                                                                       | Corinna Miazga, Landesvorsitzende der AfD in Bayern                                                                                                |
| 451 | 9. Februar 2020      | EE         | CN         | Markus Wasmeier, Olympiasieger und Skilegende                                                                                       | Uli Grötsch, Generalsekretär der Bayern SPD |
| 450 | 2. Februar 2020      | KB         | UM         | Notker Wolf, ehemaliger Abtprimas der Benediktiner                                                                                  | Daniel Föst, bayerischer FDP-Landesvorsitzender |
| 449 | 26. Januar 2020      | EE         | CN         | Florian Schroeder, Kabarettist | Marc Beise, Wirtschaftsjournalist |
| 448 | 19. Januar 2020      | KB         | CN         | Hans-Jürgen Buchner, Musiker | Michaela Kaniber, bayerische Landwirtschaftsministerin                                                                                             |
| 447 | 12. Januar 2020      | EE         | UM         | Jan Weiler, Autor | Natalie Amiri, Iran-Korrespondentin der ARD |
| 446 | 22. Dezember 2019    | UM         | CN         | Christian Springer, Kabarettist | Giovanni di Lorenzo, Chefredakteur der Zeit |
| 445 | 15. Dezember 2019    | EE         | UM         | Hannes Jaenicke, Schauspieler | Hans Rudolf Wöhrl, Unternehmer |
| 444 | 8. Dezember 2019     | KB         | UM         | Harald Schmidt, Moderator und Schauspieler                                                                                          | Horst Seehofer, Bundesinnenminister |
| 443 | 1. Dezember 2019     | EE         | CN         | Andreas Martin Hofmeir, Musiker | Thorsten Glauber, Bayerischer Umweltminister |
| 442 | 24. November 2019    | KB         | CN         | Christian Stückl, Regisseur und Intendant                                                                                           | Edmund Stoiber, ehemaliger bayerischer Ministerpräsident und CSU-Ehrenvorsitzender                                                                 |
| 441 | 17. November 2019    | EE         | CN         | Wolfgang Krebs, Kabarettist | Horst Arnold, SPD-Fraktionsvorsitzender im Bayerischen Landtag                                                                                     |
| 440 | 10. November 2019    | EE         | UM         | Michael Lerchenberg, Schauspieler und Regisseur                                                                                     | Sigmund Gottlieb, Journalist |
| 439 | 3. November 2019     | EE         | CN         | Monika Baumgartner, Schauspielerin                                                                                                  | Markus Blume, CSU-Generalsekretär |
| 438 | 27. Oktober 2019     | KB         | UM         | Erich Kühnhackl, Eishockey-Legende                                                                                                  | Eva Lettenbauer, Parteivorsitzende der bayerischen Grünen                                                                                          |
| 437 | 20. Oktober 2019     | KB         | UM         | Django Asül, Kabarettist | Markus Söder, Bayerischer Ministerpräsident |
| 436 | 13. Oktober 2019 TS  | KB         | CN         | Leslie Mandoki, Musiker und Musikproduzent                                                                                          | Ralf Stegner, stellv. SPD-Vorsitzender |
| 435 | 28. Juli 2019        | EE         | CN         | Susi Klimaschewski, Action-Sport Unternehmerin                                                                                      | Rolf-Dieter Krause, Journalist und ehem. ARD-Korrespondent in Brüssel                                                                              |
| 434 | 21. Juli 2019        | KB         | CN         | Nina Ruge, Journalistin und Moderatorin                                                                                             | Jürgen Trittin, Bundestagsabgeordneter Bündnis 90/Die Grünen                                                                                       |
| 433 | 14. Juli 2019        | EE         | CN         | Michaela May, Schauspielerin | Thomas de Maizière, ehemaliger Bundesinnenminister, CDU                                                                                            |
| 432 | 7. Juli 2019         | EE         | CN         | Bernd Regenauer, Kabarettist | Wolfgang Kubicki, stellv. FDP-Bundesvorsitzender                                                                                                   |
| 431 | 30. Juni 2019        | KB         | MW         | Walter Sittler, Schauspieler | Angelika Niebler, CSU-Europaabgeordnete |
| 430 | 23. Juni 2019        | KB         | CN         | Sky du Mont, Schauspieler | Angelika Hellemann, Journalistin |
| 429 | 16. Juni 2019        | EE         | CN         | Marcel Reif, Sportjournalist | Theo Waigel, CSU-Ehrenvorsitzender und ehm. Bundesfinanzminister                                                                                   |
| 428 | 2. Juni 2019         | KB         | MW         | Harald Krassnitzer, Schauspieler | Ursula Münch, Politikwissenschaftlerin |
| 427 | 26. Mai 2019         | EE         | MW         | Leslie Mandoki, Musikproduzent | Christoph Schwennicke, Journalist und „Cicero“-Chefredakteur                                                                                       |
| 426 | 19. Mai 2019         | KB         | CN         | Miroslav Nemec, Schauspieler und Musiker                                                                                            | Dorothee Bär, Digitalministerin, CSU |
| 425 | 12. Mai 2019         | EE         | CN         | Georg Hackl, Rennrodler | Natascha Kohnen, Landesvorsitzende der BayernSPD                                                                                                   |
| 424 | 5. Mai 2019          | KB         | MW         | Christine Eixenberger, Kabarettistin                                                                                                | Ludwig Hartmann, Fraktionsvorsitzender der Grünen im Bayerischen Landtag                                                                           |
| 423 | 28. April 2019       | EE         | MW         | Jutta Speidel, Schauspielerin | Hubert Aiwanger, bayerischer Wirtschaftsminister                                                                                                   |
| 422 | 7. April 2019        | KB         | CN         | Richy Müller, Schauspieler | Dietmar Bartsch, Bundesfraktionsvorsitzender DIE LINKE                                                                                             |
| 421 | 31. März 2019        | EE         | MW         | Jürgen Kirner, Volkssänger und Kabarettist                                                                                          | Alexander Gauland, Bundes- und Fraktionsvorsitzender der AfD                                                                                       |
| 420 | 24. März 2019        | EE         | CN         | Alfons Schuhbeck, Sterne-Koch | Agnes Becker, ÖDP-Bayern |
| 419 | 17. März 2019        | KB         | MW         | Eisi Gulp, Schauspieler und Kabarettist                                                                                             | Martin Hagen, FDP-Fraktionsvorsitzender im Bayerischen Landtag                                                                                     |
| 418 | 10. März 2019        | KB         | MW         | Mario Adorf, Schauspieler | Ilse Aigner, Landtagspräsidentin |
| 417 | 3. März 2019         | EE         | CN         | Harald Lesch, Astrophysiker | Heribert Prantl, Journalist |
| 416 | 24. Februar 2019     | KB         | CN         | Rainer Maria Schießler, Pfarrer | Anton Hofreiter, Bundesfraktionsvorsitzender Bündnis 90/Die Grünen                                                                                 |
| 415 | 17. Februar 2019     | KB         | MW         | Amelie Fried, Moderatorin und Schriftstellerin                                                                                      | Markus Söder, Bayerischer Ministerpräsident |
| 414 | 10. Februar 2019     | EE         | CN         | Andreas Martin Hofmeir, Musiker | Florian Pronold, SPD-Staatssekretär im Bundesumweltministerium                                                                                     |
| 413 | 3. Februar 2019      | KB         | MW         | Alexander Huber, Extremkletterer | Wolfgang Reitzle, Aufsichtsratsvorsitzender Linde AG                                                                                               |
| 412 | 27. Januar 2019      | EE         | -          | Stephan Zinner, Musiker und Kabarettist                                                                                             | Hans Reichhart, Bayerischer Staatsminister für Wohnen, Bau und Verkehr, CSU                                                                        |
| 412 | 27. Januar 2019      | EE         | -          | Anselm Bilgri, ehemaliger Benediktinermönch und Unternehmensberater (3. Gast)                                                       | |
| 411 | 20. Januar 2019      | KB         | MW         | Franz Xaver Bogner, Regisseur | Dieter Reiter, Münchner Oberbürgermeister |
| 410 | 13. Januar 2019      | EE         | CN         | Michael Altinger, Kabarettist | Manfred Weber, EVP-Fraktionsvorsitzender |

### Gästeliste April 2018 bis Dezember 2018, moderiert von Tilmann Schöberl
Moderiert von Tilmann Schöberl, soweit nicht anderweitig markiert:
- UH Moderatorin: Ursula Heller

Die beiden Stammgäste waren durchgehend Wolfgang M. Heckl, Generaldirektor des Deutschen Museums, und der Karikaturist Dieter Hanitzsch.
| Nr. | Sendung vom       | 1. Gast, meist Künstler oder Sportler                  | 2. Gast, meist Politiker oder Journalist                       |
| --- | ----------------- | ------------------------------------------------------ | -------------------------------------------------------------- |
| 409 | 15. Dezember 2018 | Jürgen Kirner, Volkssänger und Kabarettist             | Erwin Huber, ehemaliger CSU-Chef                               |
| 408 | 9. Dezember 2018  | Christine Theiss, ehemalige Kickbox-Weltmeisterin      | Dieter Janecek, Bundestagsabgeordneter Bündnis 90/Die Grünen   |
| 407 | 2. Dezember 2018  | Joseph Vilsmaier, Filmregisseur                        | Sina Trinkwalder, Sozialunternehmerin                          |
| 406 | 25. November 2018 | Moni Well, Volksmusikerin                              | Hubert Aiwanger, bayerischer Wirtschaftsminister, Freie Wähler |
| 405 | 18. November 2018 | Michael A. Grimm, Schauspieler                         | Angelika Niebler, CSU-Europaabgeordnete                        |
| 404 | 11. November 2018 | Sunnyi Melles, Schauspielerin                          | Ursula Münch, Politikwissenschaftlerin                         |
| 403 | 4. November 2018  | Franz Jung, Bischof von Würzburg                       | Hans-Ulrich Jörges, Journalist                                 |
| 402 | 28. Oktober 2018  | Roland Hefter, Musikkabarettist                        | Angelika Hellemann, Journalistin                               |
| 401 | 21. Oktober 2018  | Christian Springer, Kabarettist                        | Horst Seehofer, CSU-Vorsitzender und Bundesinnenminister       |
| 400 | 22. Juli 2018     | Urban Priol, Kabarettist                               | Hubert Aiwanger, Spitzenkandidat der Freien Wähler in Bayern   |
| 399 | 15. Juli 2018     | Fritz von Thurn und Taxis, Fußballkommentator-Legende  | Natascha Kohnen, Landesvorsitzende der SPD in Bayern           |
| 398 | 8. Juli 2018      | Christian Springer, Kabarettist                        | Erwin Huber, CSU-Politiker                                     |
| 397 | 1. Juli 2018 UH   | Christian Neureuther, ehemaliger Skirennläufer         | Katharina Schulze, Spitzenkandidatin der Grünen in Bayern      |
| 396 | 24. Juni 2018     | Maxi Schafroth, Kabarettist                            | Wolfgang Herles, Journalist                                    |
| 395 | 17. Juni 2018     | Mariella Ahrens, Schauspielerin                        | Christoph Schwennicke, Journalist und „Cicero“-Chefredakteur   |
| 394 | 10. Juni 2018     | Ulrich Walter, Physiker und ehemaliger Astronaut       | Ralf Stegner, stellvertretender SPD-Vorsitzender               |
| 393 | 3. Juni 2018      | Achim Bogdahn, Radiomoderator                          | Joachim Herrmann, Bayerischer Innenminister                    |
| 392 | 27. Mai 2018      | Wigald Boning, Komiker und Musiker                     | Claudia Roth, Grünen-Politikerin und Bundestagsvizepräsidentin |
| 391 | 13. Mai 2018      | Helmut Schleich, Kabarettist                           | Hubert Aiwanger, Vorsitzender der Freien Wähler                |
| 390 | 6. Mai 2018       | Franziska Wanninger, Kabarettistin und Schauspielerin  | Johanna Uekermann, stellvertretende Vorsitzende der BayernSPD  |
| 389 | 29. April 2018 UH | Christian Stückl, Intendant des Münchner Volkstheaters | Alexander Dobrindt, Landesgruppenchef der CSU im Bundestag     |
| 388 | 22. April 2018    | Paul Breitner, Fußballlegende                          | Rolf-Dieter Krause, Fernsehjournalist                          |
| 387 | 15. April 2018    | Britta Heidemann, ehemalige Fechterin                  | Helmut Markwort, Journalist                                    |
| 386 | 8. April 2018     | Sissi Perlinger, Kabarettistin und Schauspielerin      | Franz Josef Pschierer, Bayerischer Wirtschaftsminister         |

### Gästeliste Oktober 2007 bis März 2018, moderiert von Helmut Markwort
Moderiert von Helmut Markwort, soweit nicht anderweitig markiert:
- TS Moderator: Tilmann Schöberl
- SG Moderator: Sigmund Gottlieb

Die beiden Stammgäste waren durchgehend Wolfgang M. Heckl, Generaldirektor des Deutschen Museums, und der Karikaturist Dieter Hanitzsch. Es kam jedoch in all den Jahren je Stammgast genau einmal vor, dass ein Stammgast abwesend war und somit ein Platz am Stammtisch frei blieb.
| Inhaltsverzeichnis Mär 2018, Jul 2017, Jul 2016, Jul 2015, Jul 2014, Jul 2013, Jul 2012, Jul 2011 Jul 2010, Jul 2009, Jul 2008, Okt 2007 |

| Nr. | Sendung vom         | 1. Gast, meist Künstler oder Sportler                                                                  | 2. Gast, meist Politiker oder Journalist                                                                    |
| --- | ------------------- | --- | --- |
| 385 | 18. März 2018       | Jürgen Kirner, Volkssänger und Kabarettist                                                             | Hans Werner Kilz, Journalist                                                                                |
| 384 | 11. März 2018       | Jan Weiler, Autor                                                                                      | Klaus Ernst, Bundestagsabgeordneter Die Linke                                                               |
| 383 | 3. März 2018        | Dirk Rohrbach, Autor und Reisejournalist                                                               | Marcel Huber, Leiter der Staatskanzlei                                                                      |
| 382 | 25. Februar 2018    | Helmfried von Lüttichau, Schauspieler                                                                  | Ekin Deligöz, Bundestagsabgeordnete Bündnis 90/Die Grünen                                                   |
| 381 | 18. Februar 2018    | Christian Neureuther, Ski-Legende                                                                      | Natascha Kohnen, Landesvorsitzende der SPD                                                                  |
| 380 | 11. Februar 2018    | Michaela May, Schauspielerin                                                                           | Horst Seehofer, Bayerischer Ministerpräsident                                                               |
| 379 | 4. Februar 2018     | Jochen Busse, Kabarettist und Schauspieler                                                             | Ursula Weidenfeld, Journalistin                                                                             |
| 378 | 28. Januar 2018     | Veronica Ferres, Schauspielerin                                                                        | Hans-Ulrich Jörges, Journalist                                                                              |
| 377 | 21. Januar 2018     | Hans-Jürgen Buchner, Musiker                                                                           | Dieter Reiter, Münchner Oberbürgermeister                                                                   |
| 376 | 14. Januar 2018     | Elisabeth Lanz, Schauspielerin                                                                         | Barbara Stamm, Präsidentin des Bayerischen Landtags                                                         |
| 375 | 17. Dezember 2017   | Christian Springer, Kabarettist                                                                        | Julia Bönisch, Journalistin                                                                                 |
| 374 | 10. Dezember 2017   | Hannes Jaenicke, Schauspieler und Umweltaktivist                                                       | Markus Söder, designierter Ministerpräsident von Bayern                                                     |
| 373 | 3. Dezember 2017    | Luise Kinseher, Kabarettistin                                                                          | Uli Grötsch, Generalsekretär der BayernSPD                                                                  |
| 372 | 26. November 2017   | Harald Lesch, Astrophysiker                                                                            | Bascha Mika, Journalistin                                                                                   |
| 371 | 19. November 2017   | Francis Fulton-Smith, Schauspieler                                                                     | Ursula Münch, Politikwissenschaftlerin                                                                      |
| 370 | 12. November 2017   | Saskia Vester, Schauspielerin                                                                          | Dieter Janecek, Bundestagsabgeordneter Bündnis 90/Die Grünen                                                |
| 369 | 5. November 2017    | Bruno Reichart, Herzchirurg                                                                            | Ilse Aigner, Bayerische Wirtschaftsministerin                                                               |
| 368 | 29. Oktober 2017    | Miroslav Nemec, Schauspieler                                                                           | Katja Hessel, FDP-Bundestagsabgeordnete                                                                     |
| 367 | 22. Oktober 2017    | Florian Schroeder, Kabarettist                                                                         | Margarete Bause, Bundestagsabgeordnete Bündnis 90/Die Grünen                                                |
| 366 | 15. Oktober 2017    | Bernhard Ulrich, Schauspieler                                                                          | Christian Ude, ehem. Münchner Oberbürgermeister, SPD                                                        |
| 365 | 8. Oktober 2017     | Ferdinand Hofer, Schauspieler                                                                          | Erwin Huber, CSU-Politiker                                                                                  |
| 364 | 23. Juli 2017       | Gayle Tufts, Entertainerin                                                                             | Christoph Schwennicke, Journalist und Cicero-Chefredakteur                                                  |
| 363 | 16. Juli 2017       | Christian Neureuther, Ski-Legende                                                                      | Ursula Münch, Politikwissenschaftlerin                                                                      |
| 362 | 9. Juli 2017        | Ralf Bauer, Schauspieler                                                                               | Theo Waigel, Ehem. Bundesfinanzminister                                                                     |
| 361 | 2. Juli 2017        | Friedhelm Hofmann, Bischof von Würzburg                                                                | Albert Duin, Landesvorsitzender der FDP Bayern                                                              |
| 360 | 25. Juni 2017       | Günther Maria Halmer, Schauspieler                                                                     | Claudia Roth, Grünen-Politikerin und Bundestagsvizepräsidentin                                              |
| 359 | 18. Juni 2017       | Harald Schmidt, Entertainer und Schauspieler                                                           | Anja Kohl, ARD-Börsenexpertin                                                                               |
| 358 | 11. Juni 2017       | Notker Wolf, ehem. Abtprimas der Benediktiner                                                          | Monika Hohlmeier, CSU-Europaabgeordnete                                                                     |
| 357 | 28. Mai 2017        | Jule Ronstedt, Schauspielerin und Regisseurin                                                          | Natascha Kohnen, Landesvorsitzende der SPD in Bayern                                                        |
| 356 | 21. Mai 2017        | Thomas Darchinger, Schauspieler                                                                        | Constantin Schreiber, Journalist, Autor und Moderator                                                       |
| 355 | 14. Mai 2017        | Nina Ruge, Journalistin und Moderatorin                                                                | Joachim Herrmann, Bayerischer Innenminister                                                                 |
| 354 | 7. Mai 2017         | Jürgen Kirner, Volkssänger und Kabarettist                                                             | Rolf-Dieter Krause, ehem. ARD-Korrespondent in Brüssel                                                      |
| 353 | 30. April 2017      | Heiner Lauterbach, Schauspieler                                                                        | Katharina Schulze, Fraktionsvorsitzende Bündnis 90/Die Grünen                                               |
| 352 | 23. April 2017      | Cornelia Froboess, Schauspielerin                                                                      | Klaus Wowereit, ehem. Regierender Bürgermeister von Berlin                                                  |
| 351 | 2. April 2017       | Alexander Huber, Extremkletterer                                                                       | Sigmund Gottlieb, ehem. Chefredakteur BR Fernsehen                                                          |
| 350 | 26. März 2017       | Max Schmidt, Moderator und Schauspieler                                                                | Margaret Heckel, Merkel-Biografin und Journalistin                                                          |
| 349 | 19. März 2017       | Michael A. Grimm, Schauspieler                                                                         | Manfred Weber, Fraktionsvorsitzender der Europäischen Volkspartei (EVP)                                     |
| 348 | 12. März 2017       | Elmar Wepper, Schauspieler                                                                             | Ekin Deligöz, Grüne Bundestagsabgeordnete                                                                   |
| 347 | 5. März 2017        | Götz Otto, Schauspieler                                                                                | Joachim Herrmann, Bayerischer Innenminister                                                                 |
| 346 | 26. Februar 2017    | Bernd Regenauer, Kabarettist                                                                           | Florian Pronold, Landesvorsitzender der BayernSPD                                                           |
| 345 | 19. Februar 2017    | Norbert Neugirg, Kabarettist und Musiker                                                               | Wolfgang Kubicki, stellv. FDP-Vorsitzender                                                                  |
| 344 | 12. Februar 2017 TS | Uschi Glas, Schauspielerin                                                                             | Hans Werner Kilz, Journalist                                                                                |
| 343 | 5. Februar 2017     | Michael Fitz, Musiker und Schauspieler                                                                 | Nikolaus Blome, Journalist                                                                                  |
| 342 | 29. Januar 2017     | Sarah Wiener, Starköchin und Unternehmerin                                                             | Christian Ude, ehem. Münchner Oberbürgermeister                                                             |
| 341 | 22. Januar 2017     | Fritz Egner, Moderator                                                                                 | Margarete Bause, Grünen-Fraktionschefin im Bayerischen Landtag                                              |
| 340 | 15. Januar 2017     | Claudia Kleinert, Moderatorin und ARD-Wetterexpertin                                                   | Andreas Scheuer, CSU-Generalsekretär                                                                        |
| 339 | 11. Dezember 2016   | Simone Solga, Kabarettistin                                                                            | Reinhard Marx, Erzbischof von München und Freising                                                          |
| 338 | 4. Dezember 2016    | Reinhold Messner, Bergsteiger-Legende                                                                  | Sabine Leutheusser-Schnarrenberger, FDP-Politikerin und ehem. Bundesjustizministerin                        |
| 337 | 27. November 2016   | Dirk Rohrbach, Arzt, Journalist und USA-Reisender                                                      | Claus Strunz, Journalist und Moderator                                                                      |
| 336 | 20. November 2016   | Ron Williams, Entertainer                                                                              | Wolfgang Bosbach, CDU-Politiker                                                                             |
| 335 | 13. November 2016   | August Zirner, Schauspieler und Musiker mit amerikanischen Wurzeln                                     | Horst Teltschik, Politikberater                                                                             |
| 334 | 6. November 2016    | Gayle Tufts, Entertainerin                                                                             | Hans-Ulrich Jörges, Journalist                                                                              |
| 333 | 30. Oktober 2016    | Caroline Ebner, Kabarettistin und Schauspielerin                                                       | Monika Hohlmeier, CSU-Europaabgeordnete                                                                     |
| 332 | 23. Oktober 2016    | Cordula Trantow, Schauspielerin                                                                        | Ursula Münch, Politikwissenschaftlerin                                                                      |
| 331 | 16. Oktober 2016    | Josef Brustmann, Musiker und Kabarettist                                                               | Markus Söder, Bayerischer Finanz- und Heimatminister                                                        |
| 330 | 9. Oktober 2016     | Michael Mendl, Schauspieler                                                                            | Ludwig Hartmann, Fraktionsvorsitzender der Grünen                                                           |
| 329 | 17. Juli 2016       | Franz Xaver Bogner, Regisseur und Autor                                                                | Natascha Kohnen, Generalsekretärin der Bayern-SPD                                                           |
| 328 | 10. Juli 2016       | Hugo Egon Balder, Schauspieler und Moderator                                                           | Roland Tichy, Journalist                                                                                    |
| 327 | 3. Juli 2016        | Horst Kummeth, Schauspieler und Drehbuchautor                                                          | Angelika Niebler, CSU-Europaabgeordnete                                                                     |
| 326 | 26. Juni 2016       | Katja Wunderlich, Moderatorin                                                                          | Wolf von Lojewski, Journalist                                                                               |
| 325 | 19. Juni 2016       | Harry G, Comedian                                                                                      | Ekin Deligöz, Grünen-Politikerin                                                                            |
| 324 | 12. Juni 2016       | Paul Breitner, Fußball-Legende                                                                         | Antonia Rados, Reporterin                                                                                   |
| 323 | 5. Juni 2016        | Eisi Gulp, Schauspieler und Kabarettist                                                                | Thomas Kreuzer, CSU-Fraktionsvorsitzender                                                                   |
| 322 | 29. Mai 2016        | Christine Eixenberger, Kabarettistin                                                                   | Markus Rinderspacher, SPD-Fraktionsvorsitzender                                                             |
| 321 | 22. Mai 2016        | Roland Kaiser, Sänger                                                                                  | Ilse Aigner, Bayerische Wirtschaftsministerin                                                               |
| 320 | 15. Mai 2016        | Michaela May, Schauspielerin                                                                           | Michael Mandlik, ARD-Korrespondent Wien                                                                     |
| 319 | 8. Mai 2016         | Friedrich Ani, Schriftsteller                                                                          | Petr Bystron, Bayerischer AfD-Vorsitzender                                                                  |
| 318 | 1. Mai 2016         | Michael Lerchenberg, Schauspieler und Intendant                                                        | Alfred Sauter, ehem. bayerischer Justizminister                                                             |
| 317 | 24. April 2016      | Georg Hackl, Rodel-Legende                                                                             | Florian Pronold, Landesvorsitzender der BayernSPD                                                           |
| 316 | 17. April 2016      | Sigmar Solbach, Schauspieler                                                                           | Hugo Müller-Vogg, Journalist                                                                                |
| 315 | 10. April 2016      | Alfons Schuhbeck, Sterne-Koch                                                                          | Katharina Schulze, Bündnis 90/Die Grünen                                                                    |
| 314 | 3. April 2016       | Jutta Speidel, Schauspielerin                                                                          | Joachim Herrmann, Bayerischer Innenminister                                                                 |
| 313 | 13. März 2016       | Christian Neureuther, Ski-Legende                                                                      | Hans-Ulrich Jörges, Journalist                                                                              |
| 312 | 6. März 2016        | Jürgen Kirner, Volkssänger und Kabarettist                                                             | Manfred Weber, CSU-Europaabgeordneter                                                                       |
| 311 | 28. Februar 2016    | Christian Stückl, Kabarettist und Autor                                                                | Marcel Huber, Chef der Bayerischen Staatskanzlei                                                            |
| 310 | 21. Februar 2016    | HG. Butzko, Kabarettist und Autor                                                                      | Christoph Schwennicke, Journalist und „Cicero“-Chefredakteur                                                |
| 309 | 14. Februar 2016    | Bettina Redlich, Schauspielerin                                                                        | Gerd Müller, Bundesentwicklungshilfeminister                                                                |
| 308 | 7. Februar 2016     | Volker Heißmann, Komödiant und Theaterdirektor                                                         | Claudia Stamm, Grünen-Politikerin                                                                           |
| 307 | 31. Januar 2016     | Sky du Mont, Schauspieler und Autor                                                                    | Markus Söder, Bayerischer Finanzminister                                                                    |
| 306 | 24. Januar 2016     | Adele Neuhauser, Schauspielerin                                                                        | Natascha Kohnen, Generalsekretärin der Bayern-SPD                                                           |
| 305 | 17. Januar 2016     | Christian Springer, Kabarettist                                                                        | Manfred Weber, CSU-Europaabgeordneter                                                                       |
| 304 | 10. Januar 2016     | Luise Kinseher, Kabarettistin                                                                          | Heinrich Bedford-Strohm, EKD-Ratsvorsitzender                                                               |
| 303 | 6. Dezember 2015    | Martin Grubinger, Multi-Percussionist                                                                  | Dieter Reiter, Münchner Oberbürgermeister                                                                   |
| 302 | 29. November 2015   | Andreas Giebel, Kabarettist und Schauspieler                                                           | Rainer Maria Schießler, Katholischer Pfarrer                                                                |
| 301 | 22. November 2015   | Amelie Fried, Moderatorin und Autorin                                                                  | Julia Klöckner, CDU-Politikerin                                                                             |
| 300 | 15. November 2015   | Mathias Tretter, Kabarettist                                                                           | Horst Seehofer, Bayerischer Ministerpräsident                                                               |
| 299 | 8. November 2015    | Thomas Hitzlsperger, Ex-Fußballprofi und Sportmoderator                                                | Florian Pronold, Landesvorsitzender der BayernSPD                                                           |
| 298 | 1. November 2015    | Werner Schneyder, Kabarettist und Autor                                                                | Sigi Hagl, Vorsitzende der bayerischen Grünen                                                               |
| 297 | 25. Oktober 2015    | Udo Wachtveitl, Schauspieler                                                                           | Emilia Müller, Bayerische Sozialministerin                                                                  |
| 296 | 18. Oktober 2015    | Marcel Reif, Sportjournalist und Fußball-Experte                                                       | Markus Rinderspacher, Fraktionsvorsitzender der Bayern-SPD                                                  |
| 295 | 11. Oktober 2015    | Jochen Busse, Kabarettist und Schauspieler                                                             | Christian Bernreiter, Präsident des Bayerischen Landkreistages                                              |
| 294 | 13. September 2015  | Francis Fulton-Smith, Schauspieler                                                                     | Joachim Herrmann, Bayerischer Innenminister (CSU)                                                           |
| 293 | 6. September 2015   | Sigi Zimmerschied, Kabarettist, Schauspieler und Autor                                                 | Alfred Sauter, ehem. bayerischer Justizminister                                                             |
| 292 | 5. Juli 2015        | Monika Gruber, Schauspielerin und Kabarettistin                                                        | Theo Waigel, Ehem. Bundesfinanzminister                                                                     |
| 291 | 28. Juni 2015       | Jan Weiler, Journalist und Bestsellerautor                                                             | Margarete Bause, Fraktionsvorsitzende der bayerischen Grünen                                                |
| 290 | 21. Juni 2015       | Monika Baumgartner, Schauspielerin                                                                     | Angelika Niebler, CSU-Europaabgeordnete                                                                     |
| 289 | 14. Juni 2015       | Hans Well, Musik                                                                                       | Hans-Olaf Henkel, damaliger Europaabgeordneter der AfD                                                      |
| 288 | 7. Juni 2015        | Georg Mascolo, Journalist                                                                              | Edmund Stoiber, Ehem. Bayerischer Ministerpräsident                                                         |
| 287 | 31. Mai 2015        | Elisabeth Lanz, Schauspielerin                                                                         | Hans-Ulrich Jörges, Journalist                                                                              |
| 286 | 24. Mai 2015        | Josef Brustmann, Kabarettist, Musiker und Lyriker                                                      | Erwin Huber, CSU-Politiker                                                                                  |
| 285 | 17. Mai 2015        | Andreas Martin Hofmeir, Tuba-Professor und Kabarettist                                                 | Dorothee Bär, CSU-Politikerin                                                                               |
| 284 | 10. Mai 2015        | Nina Ruge, TV-Moderatorin und Journalistin                                                             | Dieter Janecek, Grüner Bundestagsabgeordneter                                                               |
| 283 | 26. April 2015      | Jockel Tschiersch, Schauspieler, Kabarettist und Autor                                                 | Maria von Welser, Journalistin                                                                              |
| 282 | 19. April 2015      | Simone Solga, Kabarettistin und Schauspielerin                                                         | Christian Ude, ehemaliger Münchner Oberbürgermeister                                                        |
| 281 | 12. April 2015      | Paul Breitner, Fußball-Legende                                                                         | Markus Söder, Bayerischer Finanz- und Heimatminister                                                        |
| 280 | 22. März 2015       | Michael Schanze, Entertainer und Schauspieler                                                          | Manfred Weber, CSU-Europaabgeordneter                                                                       |
| 279 | 15. März 2015       | Michael Lerchenberg, Schauspieler uns Intendant                                                        | Christoph Schwennicke, Cicero-Chefredakteur                                                                 |
| 278 | 8. März 2015        | Harald Krassnitzer, Schauspieler                                                                       | Monika Hohlmeier, CSU-Europaabgeordnete                                                                     |
| 277 | 1. März 2015        | Helmut Schleich, Kabarettist                                                                           | Hubert Aiwanger, Bundesvorsitzender der Freien Wähler                                                       |
| 276 | 22. Februar 2015    | Markus Wasmeier, Ski-Legende                                                                           | Andreas Scheuer, CSU-Generalsekretär                                                                        |
| 275 | 15. Februar 2015    | Christian Springer, Kabarettist                                                                        | Roland Tichy, Journalist und Vorsitzender der Ludwig-Erhard-Stiftung                                        |
| 274 | 8. Februar 2015     | Friedhelm Hofmann, Bischof von Würzburg                                                                | Natascha Kohnen, Generalsekretärin der Bayern-SPD                                                           |
| 273 | 1. Februar 2015     | Jürgen Kirner, Volkssänger und Kabarettist                                                             | Frank Lehmann, Wirtschaftsjournalist und Börsenexperte                                                      |
| 272 | 25. Januar 2015     | Werner Schmidbauer, Musiker und Moderator                                                              | Jürgen Trittin, ehem. Fraktionschef der Grünen im Bundestag                                                 |
| 271 | 18. Januar 2015     | Werner Schneyder, Kabarettist                                                                          | Barbara Stamm, Präsidentin des Bayerischen Landtags                                                         |
| 270 | 11. Januar 2015     | Christian Wolff, Schauspieler                                                                          | Beate Merk, Bayerische Europaministerin                                                                     |
| 269 | 14. Dezember 2014   | Stephan Zinner, Schauspieler, Kabarettist und Musiker                                                  | Peter Gauweiler, Stv. Parteivorsitzender der CSU                                                            |
| 268 | 7. Dezember 2014    | Hans-Jürgen Buchner, Musiker und Filmkomponist                                                         | Notker Wolf, Abtprimas des Benediktinerordens                                                               |
| 267 | 30. November 2014   | Saskia Vester, Schauspielerin                                                                          | Christian Schmidt, Bundesminister für Ernährung und Landwirtschaft                                          |
| 266 | 23. November 2014   | Bernd Regenauer, Kabarettist                                                                           | Antonia Rados, Journalistin                                                                                 |
| 265 | 16. November 2014   | Adnan Maral, Schauspieler                                                                              | Werner Tiki Küstenmacher, Theologe, Autor und Karikaturist                                                  |
| 264 | 9. November 2014    | Michaela May, Schauspielerin                                                                           | Theo Waigel, ehemaliger Bundesfinanzminister                                                                |
| 263 | 2. November 2014    | Sigi Zimmerschied, Kabarettist, Autor und Schauspieler                                                 | Marcel Huber, Leiter der Bayerischen Staatskanzlei                                                          |
| 262 | 26. Oktober 2014    | Anna Maria Sturm, Schauspielerin                                                                       | Giovanni di Lorenzo, Chefredakteur und Moderator                                                            |
| 261 | 19. Oktober 2014    | Franz Xaver Bogner, Regisseur und Drehbuchautor                                                        | Claudia Roth, Grünen-Politikerin und Bundestagsvizepräsidentin                                              |
| 260 | 12. Oktober 2014    | Frank Schätzing, Schriftsteller                                                                        | Ilse Aigner, Bayerische Wirtschaftsministerin                                                               |
| 259 | 14. September 2014  | Uschi Glas, Schauspielerin                                                                             | Dieter Reiter, Münchner Oberbürgermeister                                                                   |
| 258 | 7. September 2014   | Luise Kinseher, Kabarettistin                                                                          | Horst Seehofer, Bayerischer Ministerpräsident und CSU-Parteivorsitzender                                    |
| 257 | 20. Juli 2014       | Jan Weiler, Autor und Kolumnist                                                                        | Dorothee Bär, Parlamentarische Staatssekretärin, CSU                                                        |
| 256 | 13. Juli 2014       | Amelie Fried, Moderatorin und Autorin                                                                  | Anton Hofreiter, Fraktionsvorsitzender der Grünen                                                           |
| 255 | 6. Juli 2014        | Richard Rogler, Kabarettist                                                                            | Roland Tichy, Wirtschafts-Journalist                                                                        |
| 254 | 29. Juni 2014       | Rainhard Fendrich, Sänger und Schauspieler                                                             | Gerd Müller, Bundesentwicklungsminister                                                                     |
| 253 | 22. Juni 2014       | Bibiana Beglau, Schauspielerin                                                                         | Arno Makowsky, Journalist und Chefredakteur der Münchner Abendzeitung                                       |
| 252 | 15. Juni 2014       | Michael Fitz, Musiker und Schauspieler                                                                 | Joachim Herrmann, Bayerischer Innenminister (CSU)                                                           |
| 251 | 8. Juni 2014        | Grit Boettcher, Schauspielerin                                                                         | Hubert Aiwanger, Bundesvorsitzender der Freien Wähler                                                       |
| 250 | 1. Juni 2014        | Rainer Maria Schießler, Katholischer Pfarrer                                                           | Monika Hohlmeier, CSU-Europapolitikerin                                                                     |
| 249 | 25. Mai 2014        | Sven Hannawald, Rekord-Skispringer                                                                     | Bettina Bäumlisberger, Journalistin und Chefredakteurin                                                     |
| 248 | 18. Mai 2014        | Antoine Monot, Jr., Schauspieler, Filmproduzent und Moderator                                          | Markus Rinderspacher, Bayerischer SPD-Fraktionschef                                                         |
| 247 | 11. Mai 2014        | Georg Hackl, Rodel-Legende                                                                             | Rebecca Harms, Grünen-Europapolitikerin                                                                     |
| 246 | 4. Mai 2014         | Christian Stückl, Regisseur und Theaterintendant                                                       | Christian Lindner, FDP-Vorsitzender                                                                         |
| 245 | 6. April 2014       | Fabian Hinrichs, Schauspieler                                                                          | Markus Ferber, CSU-Europapolitiker                                                                          |
| 244 | 30. März 2014       | Martina Schwarzmann, Kabarettistin                                                                     | Dieter Kürten, Sportjournalist                                                                              |
| 243 | 23. März 2014       | Oliver Berben, Film- und Fernsehproduzent                                                              | Andreas Scheuer, CSU-Generalsekretär                                                                        |
| 242 | 16. März 2014       | Manfred Zapatka, Schauspieler                                                                          | Gisela Friedrichsen, Gerichtsreporterin des Spiegel                                                         |
| 241 | 9. März 2014        | Johanna Bittenbinder, Schauspielerin                                                                   | Horst Teltschik, Russland-Experte                                                                           |
| 240 | 2. März 2014        | Gila von Weitershausen, Schauspielerin                                                                 | Hugo Müller-Vogg, Publizist                                                                                 |
| 239 | 23. Februar 2014    | Michael Mendl, Schauspieler                                                                            | Wolfgang Bosbach, CDU-Politiker                                                                             |
| 238 | 16. Februar 2014    | Christa Kinshofer, ehemalige Skirennläuferin                                                           | Florian Pronold, Parlamentarischer Staatssekretär im Umweltministerium                                      |
| 237 | 9. Februar 2014     | Monika Gruber, Kabarettistin und Schauspielerin                                                        | Peter Gauweiler, CSU-Politiker                                                                              |
| 236 | 2. Februar 2014     | Helmfried von Lüttichau, Schauspieler                                                                  | Natascha Kohnen, Generalsekretärin der bayerischen SPD                                                      |
| 235 | 26. Januar 2014     | Fritz Karl, Schauspieler                                                                               | Marcel Huber, Bayerischer Umwelt- und Verbraucherschutzminister                                             |
| 234 | 19. Januar 2014     | Miroslav Nemec, Schauspieler                                                                           | Volker Kauder, CDU/CSU-Fraktionsvorsitzender                                                                |
| 233 | 12. Januar 2014     | Christian Springer, Kabarettist                                                                        | Wolfgang Clement, ehem. SPD-Politiker                                                                       |
| 232 | 22. Dezember 2013   | Rückblick auf vergangene Stammtische des Jahres                                                        | Rückblick auf vergangene Stammtische des Jahres                                                             |
| 231 | 15. Dezember 2013   | Helmut Schleich, Kabarettist                                                                           | Horst Seehofer, Bayerischer Ministerpräsident und CSU-Parteivorsitzender                                    |
| 230 | 8. Dezember 2013    | Heinrich Schafmeister, Schauspieler                                                                    | Sigi Hagl, Landes-Chefin der bayerischen Grünen                                                             |
| 229 | 1. Dezember 2013    | Katja Weitzenböck, Schauspielerin                                                                      | Dirk Ippen, Verleger                                                                                        |
| 228 | 24. November 2013   | Christian K. Schaeffer, Schauspieler                                                                   | Julian Nida-Rümelin, Philosophieprofessor und Staatsminister a. D.                                          |
| 227 | 11. November 2013   | Jutta Speidel, Schauspielerin                                                                          | Hans Rudolf Wöhrl, Unternehmer                                                                              |
| 226 | 3. November 2013    | Alexander Huber, Extremkletterer                                                                       | Monika Hohlmeier, CSU-Europapolitikerin                                                                     |
| 225 | 27. Oktober 2013    | Klaus Doldinger, Jazzmusiker, Film- und Fernsehkomponist                                               | Ursula Münch, Politikwissenschaftlerin                                                                      |
| 224 | 20. Oktober 2013    | Götz Otto, Schauspieler                                                                                | Markus Söder, Bayerischer Finanz- und Heimatminister                                                        |
| 223 | 13. Oktober 2013    | Philipp Weber, Kabarettist                                                                             | Anton Hofreiter, Fraktionsvorsitzender der Grünen                                                           |
| 222 | 6. Oktober 2013     | Axel Hacke, Schriftsteller und Kolumnist                                                               | Florian Pronold, Bayerischer SPD-Vorsitzender                                                               |
| 221 | 29. September 2013  | Andreas Rebers, Kabarettist                                                                            | Gerda Hasselfeldt, Vorsitzende der CSU-Landesgruppe                                                         |
| 220 | 8. September 2013   | Fritz Wepper, Schauspieler                                                                             | Hans Werner Kilz, Journalist                                                                                |
| 219 | 1. September 2013   | Adele Neuhauser, Schauspielerin                                                                        | Wolf von Lojewski, Journalist                                                                               |
| 218 | 14. Juli 2013       | Michaela May, Schauspielerin                                                                           | Rainer Brüderle, Spitzenkandidat der FDP                                                                    |
| 217 | 7. Juli 2013        | Jürgen Kirner, Kabarettist                                                                             | Margarete Bause, Spitzenkandidatin der bayerischen Grünen                                                   |
| 216 | 30. Juni 2013       | Jacques Breuer, Schauspieler und Synchronsprecher                                                      | Claudia Jung, Schlagersängerin und Landtagsabgeordnete der Freien Wähler                                    |
| 215 | 23. Juni 2013       | Ron Williams, Sänger, Schauspieler und Entertainer                                                     | Ilse Aigner, Verbraucherschutzministerin                                                                    |
| 214 | 16. Juni 2013       | Lambert Hamel, Schauspieler                                                                            | Christian Ude, Münchner Oberbürgermeister                                                                   |
| 213 | 9. Juni 2013        | Brigitte Hobmeier, Schauspielerin                                                                      | Claudia Roth, Parteivorsitzende der Grünen                                                                  |
| 212 | 2. Juni 2013        | Martin Rassau, Komödiant, Kabarettist, und Theaterunternehmer                                          | Hans-Peter Friedrich, Bundesinnenminister (CSU)                                                             |
| 211 | 26. Mai 2013        | Heiner Lauterbach, Schauspieler                                                                        | Kurt Beck, Ex-Ministerpräsident von Rheinland-Pfalz                                                         |
| 210 | 12. Mai 2013        | Monika Baumgartner, Schauspielerin                                                                     | Patrick Döring, FDP-Generalsekretär                                                                         |
| 209 | 5. Mai 2013         | Volker Klüpfel, Krimi-Autor                                                                            | Christa Stewens, CSU-Fraktionsvorsitzende                                                                   |
| 208 | 28. April 2013      | Michael Degen, Schauspieler, Regisseur und Buchautor                                                   | Ulrich Maly, Nürnberger Oberbürgermeister, SPD                                                              |
| 207 | 21. April 2013      | Adnan Maral, Schauspieler                                                                              | Gerda Hasselfeldt, Vorsitzende der CSU-Landesgruppe                                                         |
| 206 | 14. April 2013      | Stephan Zinner, Schauspieler, Kabarettist und Musiker                                                  | Roland Tichy, Wirtschafts-Journalist                                                                        |
| 205 | 7. April 2013       | Andreas Giebel, Kabarettist und Schauspieler                                                           | Beate Merk, Bayerische Justizministerin                                                                     |
| 204 | 17. März 2013       | Veronika von Quast, Komikerin und Schauspielerin                                                       | Matthias Matussek, Journalist und Autor                                                                     |
| 203 | 10. März 2013       | Leslie Mandoki, Musiker und Produzent                                                                  | Gudrun Sailer, Journalistin und Vatikan-Expertin                                                            |
| 202 | 3. März 2013        | Michael Lerchenberg, Regisseur, Schauspieler und Intendant                                             | Wolfgang Bosbach, CDU-Politiker                                                                             |
| 201 | 24. Februar 2013    | Nina Ruge, Moderatorin und Journalistin                                                                | Markus Rinderspacher, SPD-Fraktionschef                                                                     |
| 200 | 17. Februar 2013    | Veronica Ferres, Schauspielerin                                                                        | Horst Seehofer, Bayerischer Ministerpräsident und CSU-Parteivorsitzender                                    |
| 199 | 10. Februar 2013    | Winfried Frey, Schauspieler und Autor                                                                  | Claudia Stamm, Grünen-Politikerin                                                                           |
| 198 | 4. Februar 2013     | Michl Müller, Kabarettist                                                                              | Hubert Aiwanger, Bundesvorsitzender der Freien Wähler                                                       |
| 197 | 27. Januar 2013     | Amelie Fried, Moderatorin und Autorin                                                                  | Dorothee Bär, stellvertretende CSU-Generalsekretärin                                                        |
| 196 | 20. Januar 2013     | Martin Grubinger, Multi-Percussionist                                                                  | Willy Bogner junior, Unternehmer und Ex-Skifahrer                                                           |
| 195 | 13. Januar 2013     | Udo Wachtveitl, Schauspieler                                                                           | Martin Zeil, Bayerischer Wirtschaftsminister (FDP)                                                          |
| 194 | 16. Dezember 2012   | Hannes Ringlstetter, Kabarettist                                                                       | Ilse Aigner, Bundesministerin für Ernährung, Landwirtschaft und Verbraucherschutz (CSU)                     |
| 193 | 9. Dezember 2012    | Harald Schmidt, TV-Moderator und Schauspieler                                                          | Theresa Schopper, Landesvorsitzende der Grünen in Bayern                                                    |
| 192 | 2. Dezember 2012    | Hans Sigl, österreichischer Schauspieler                                                               | Joachim Herrmann, Bayerischer Innenminister (CSU)                                                           |
| 191 | 25. November 2012   | Harald Krassnitzer, Schauspieler                                                                       | Christian Ude, Münchner Oberbürgermeister                                                                   |
| 190 | 18. November 2012   | Susanne Uhlen, Schauspielerin                                                                          | Gerald Häfner, Europaabgeordneter der Grünen                                                                |
| 189 | 11. November 2012   | Michael Fitz, Liedermacher und Schauspieler                                                            | Petra Roth, ehemalige Frankfurter Oberbürgermeisterin (CDU)                                                 |
| 188 | 4. November 2012    | August Zirner, Schauspieler                                                                            | Dieter Kronzucker, Journalist                                                                               |
| 187 | 28. Oktober 2012    | Maria Peschek, Kabarettistin und Schauspielerin                                                        | Hans-Jochen Vogel, ehemaliger SPD-Parteivorsitzender                                                        |
| 186 | 14. Oktober 2012    | Paul Breitner, Ex-Fußballstar und Berater beim FC Bayern München                                       | Frank Lehmann, Börsenexperte                                                                                |
| 185 | 16. September 2012  | Bernd Regenauer, Kabarettist                                                                           | Sabine Leutheusser-Schnarrenberger, Bundesjustizministerin (FDP)                                            |
| 184 | 9. September 2012   | Sebastian Bezzel, Schauspieler                                                                         | Wilfried Scharnagl, ehem. Bayernkurier-Chefredakteur                                                        |
| 183 | 2. September 2012   | Hans-Jürgen Bäumler, Ex-Eislaufstar und Schauspieler                                                   | Barbara Stamm, Präsidentin des Bayerischen Landtags                                                         |
| 182 | 15. Juli 2012       | Joseph Vilsmaier, Regisseur                                                                            | Hubert Aiwanger, Bundesvorsitzender der Freien Wähler                                                       |
| 181 | 9. Juli 2012        | Martina Schwarzmann, Kabarettistin                                                                     | Sepp Dürr, Grünen-Politiker                                                                                 |
| 180 | 1. Juli 2012        | Dieter Kürten, Sportjournalist                                                                         | Angelika Niebler, CSU-Europaabgeordnete                                                                     |
| 179 | 24. Juni 2012 SG    | Georg Hackl, Rodelstar                                                                                 | Margarete Bause, Fraktionsvorsitzende der Grünen im Bayerischen Landtag                                     |
| 178 | 16. Juni 2012 SG    | Hubertus Meyer-Burckhardt, Moderator und TV-Produzent                                                  | Monika Hohlmeier, CSU-Europapolitikerin                                                                     |
| 177 | 10. Juni 2012 SG    | Christian Neureuther, Ski-Star                                                                         | Markus Rinderspacher, SPD-Fraktionschef im Bayerischen Landtag                                              |
| 176 | 3. Juni 2012 SG     | Jochen Busse, Kabarettist und Schauspieler                                                             | Alexander Dobrindt, CSU-Generalsekretär                                                                     |
| 175 | 27. Mai 2012 TS     | Franz Xaver Gernstl, Filmemacher und Produzent                                                         | Miriam Gruß, Generalsekretärin der bayerischen FDP                                                          |
| 174 | 20. Mai 2012        | Friedrich Nowottny, Fernsehjournalist                                                                  | Theo Waigel, ehemaliger Bundesfinanzminister                                                                |
| 173 | 13. Mai 2012        | Helmut Schleich, Kabarettist                                                                           | Werner Weidenfeld, Politikwissenschaftler                                                                   |
| 172 | 6. Mai 2012         | Christine Theiss, Profi-Weltmeisterin im Kickboxen                                                     | Florian Pronold, SPD-Landesvorsitzender                                                                     |
| 171 | 29. April 2012      | Jule Ronstedt, Schauspielerin und Regisseurin                                                          | Hugo Müller-Vogg, Publizist                                                                                 |
| 170 | 22. April 2012      | Willy Astor, Kabarettist und Musiker                                                                   | Christine Haderthauer, Bayerische Familienministerin                                                        |
| 169 | 15. April 2012      | Christian Stückl, Regisseur und Theaterintendant                                                       | Jerzy Montag, Grünen-Politiker                                                                              |
| 168 | 25. März 2012       | Christian Springer, Kabarettist                                                                        | Martin Zeil, Bayerischer Wirtschaftsminister (FDP)                                                          |
| 167 | 18. März 2012       | Hannes Jaenicke, Schauspieler                                                                          | Otto Wiesheu, Präsident des Wirtschaftsrates der CDU                                                        |
| 166 | 11. März 2012       | Vince Ebert, Kabarettist                                                                               | Christine Scheel, Vorstand des Energieversorgers HSE                                                        |
| 165 | 4. März 2012        | Bruno Jonas, Kabarettist                                                                               | Horst Seehofer, Bayerischer Ministerpräsident, CSU-Parteivorsitzender sowie kommissarischer Bundespräsident |
| 164 | 26. Februar 2012    | Reinhold Messner, Extrembergsteiger                                                                    | Michael Glos, ehemaliger Bundeswirtschaftsminister                                                          |
| 163 | 19. Februar 2012    | Charles M. Huber, Schauspieler                                                                         | Natascha Kohnen, Generalsekretärin der Bayern-SPD                                                           |
| 162 | 12. Februar 2012    | Harald Schmidt, TV-Moderator und Schauspieler                                                          | Max Stadler, Parlamentarischer Staatssekretär im Bundesjustizministerium                                    |
| 161 | 5. Februar 2012     | Jeanette Hain, Schauspielerin                                                                          | Markus Söder, Bayerischer Finanzminister                                                                    |
| 160 | 29. Januar 2012     | Helmut Dietl, Regisseur                                                                                | Claudia Roth, Parteivorsitzende der Grünen                                                                  |
| 159 | 22. Januar 2012     | Uschi Glas, Schauspielerin                                                                             | Heinrich Bedford-Strohm, Evangelischer Landesbischof                                                        |
| 158 | 15. Januar 2012     | Werner Schmidbauer, Sänger und Moderator                                                               | Peter Gauweiler, CSU-Politiker                                                                              |
| 157 | 8. Februar 2012     | Monika Baumgartner, Schauspielerin                                                                     | Hans-Jochen Vogel, ehemaliger SPD-Parteivorsitzender                                                        |
| 156 | 18. Dezember 2011   | Renan Demirkan, Schauspielerin und Autorin                                                             | Edmund Stoiber, ehemaliger bayerischer Ministerpräsident                                                    |
| 155 | 11. Dezember 2011   | Luise Kinseher, Fastenpredigerin als Bavaria auf dem Nockherberg                                       | Norbert Blüm, ehemaliger Arbeits- und Sozialminister                                                        |
| 154 | 4. Dezember 2011    | Notker Wolf, Abtprimas der Benediktiner und Rockmusiker                                                | Vicky Leandros, Sängerin und ehemalige griechische Kommunalpolitikerin                                      |
| 153 | 27. November 2011   | Dieter Fischer, Schauspieler und Kaiser von Schexing                                                   | Christian Lindner, FDP-Generalsekretär                                                                      |
| 152 | 20. November 2011   | Hans-Joachim Stuck, Motorsportlegende                                                                  | Theresa Schopper, Landesvorsitzende der Bayerischen Grünen                                                  |
| 151 | 13. November 2011   | Konstantin Wecker, Liedermacher                                                                        | Ilse Aigner, Bundesministerin für Ernährung, Landwirtschaft und Verbraucherschutz (CSU)                     |
| 150 | 6. November 2011    | Joachim „Blacky“ Fuchsberger, Schauspieler                                                             | Sabine Leutheusser-Schnarrenberger, Bundesjustizministerin, FDP                                             |
| 149 | 23. Oktober 2011    | Christa Kinshofer, ehem. Skirennläuferin                                                               | Christian Ude, Münchner Oberbürgermeister                                                                   |
| 148 | 16. Oktober 2011    | Frank Elstner, Fernsehmoderator                                                                        | Hubert Aiwanger, Bundesvorsitzender der Freien Wähler                                                       |
| 147 | 9. Oktober 2011     | Paul Breitner, Berater und Chef-Scout beim FC Bayern München                                           | Angelika Niebler, CSU-Europaabgeordnete                                                                     |
| 146 | 11. September 2011  | Christian Springer, Kabarettist                                                                        | Joachim Herrmann, Bayerischer Innenminister (CSU)                                                           |
| 145 | 4. September 2011   | Marcel Reif, Sportjournalist                                                                           | Horst Teltschik, ehem. Berater der Regierung Kohl                                                           |
| 144 | 31. Juli 2011       | Joseph Hannesschläger, Schauspieler                                                                    | Claudia Stamm, Grünen-Politikerin                                                                           |
| 143 | 24. Juli 2011       | Franz Xaver Bogner, Regisseur und Drehbuchautor                                                        | Monika Hohlmeier, CSU-Politikerin                                                                           |
| 142 | 10. Juli 2011       | Georg Hackl, Rodelstar                                                                                 | Martin Zeil, Bayerischer Wirtschaftsminister (FDP)                                                          |
| 141 | 3. Juli 2011        | Luitpold Prinz von Bayern, Jurist und Unternehmer                                                      | Inge Aures, stellvertretende SPD-Fraktionsvorsitzende                                                       |
| 140 | 26. Juni 2011       | Christian Neureuther, Skistar                                                                          | Anja Kohl, ARD-Börsenexpertin                                                                               |
| 139 | 19. Juni 2011       | Bruno Jonas, Kabarettist                                                                               | Claudia Roth, Parteivorsitzende der Grünen                                                                  |
| 138 | 29. Mai 2011        | Stephan Zinner, Schauspieler, Kabarettist und Musiker                                                  | Miriam Gruß, Generalsekretärin der bayerischen FDP                                                          |
| 137 | 22. Mai 2011        | Christoph Süß, Fernsehmoderator und Kabarettist                                                        | Theo Waigel, ehemaliger Bundesfinanzminister                                                                |
| 136 | 15. Mai 2011        | Elmar Wepper, Schauspieler                                                                             | Margarete Bause, Fraktionsvorsitzende der Grünen im bayerischen Landtag                                     |
| 135 | 8. Mai 2011         | Michael Lerchenberg, Regisseur und Schauspieler                                                        | Günther Beckstein, ehemaliger bayerischer Ministerpräsident                                                 |
| 134 | 10. April 2011      | Günther Koch, Hörfunk- und Fernseh-Reporter                                                            | Wolfgang Heubisch, FDP-Politiker und bayerischer Staatsminister für Wissenschaft, Forschung und Kunst       |
| 133 | 3. April 2011       | Rainhard Fendrich, österreichischer Liedermacher, Moderator und Schauspieler                           | Gerda Hasselfeldt, Vorsitzende der CSU-Landesgruppe                                                         |
| 132 | 27. März 2011       | Rufus Beck, Theater-, Filmschauspieler und Sprecher                                                    | Randolf Rodenstock, Unternehmer und Wirtschaftsfunktionär                                                   |
| 131 | 20. März 2011       | Michaela May, Schauspielerin                                                                           | Klaus Töpfer, ehemaliger Bundesumweltminister                                                               |
| 130 | 13. März 2011       | Wolfgang Fierek, Schauspieler                                                                          | Florian Pronold, Bayerischer SPD-Chef                                                                       |
| 129 | 6. März 2011        | Helmut Schleich, Kabarettist                                                                           | Horst Seehofer, Bayerischer Ministerpräsident und CSU-Parteivorsitzender                                    |
| 128 | 27. Februar 2011    | Bernd Händel, Kabarettist                                                                              | Christine Scheel, Politikerin der Grünen                                                                    |
| 127 | 20. Februar 2011    | Andreas Giebel, Kabarettist und Schauspieler                                                           | Christine Haderthauer, bayerische Arbeits- und Sozialministerin                                             |
| 126 | 13. Februar 2011    | Nina Ruge, TV-Moderatorin und Journalistin                                                             | Karl Ludwig Schweisfurth, Ökopionier                                                                        |
| 125 | 7. Februar 2011     | Christian Springer, Kabarettist                                                                        | Peter Mezger, Journalist und Nahost-Experte                                                                 |
| 124 | 30. Januar 2011     | Monika Baumgartner, Schauspielerin                                                                     | Peter Ellgaard, Journalist                                                                                  |
| 123 | 23. Januar 2011     | Christine Theiss, Profi-Weltmeisterin im Kickboxen                                                     | Christian Ude, Münchner Oberbürgermeister                                                                   |
| 122 | 16. Januar 2011     | Francis Fulton-Smith, Schauspieler                                                                     | Georg Schmid, CSU-Landtagsfraktionsvorsitzender                                                             |
| 121 | 9. Februar 2011     | Monika Gruber, Kabarettistin und Schauspielerin                                                        | Sepp Dürr, Grünen-Politiker                                                                                 |
| 120 | 19. Dezember 2010   | Udo Wachtveitl, Schauspieler, Regisseur und Drehbuchautor                                              | Sabine Leutheusser-Schnarrenberger, FDP-Landtagsvorsitzende und Bundesministerin der Justiz                 |
| 119 | 12. Dezember 2010   | Mario Adorf, Schauspieler und Schriftsteller                                                           | Hans Werner Kilz, Journalist und scheidender Chefredakteur der Süddeutschen Zeitung                         |
| 118 | 5. Dezember 2010    | Fritz Egner, Hörfunk- und Fernsehmoderator                                                             | Tobias Thalhammer, FDP-Landtagsabgeordneter und Schlagersänger                                              |
| 117 | 28. November 2010   | Michael Fitz, Musiker und Schauspieler                                                                 | Angelika Niebler, CSU-Europaabgeordnete                                                                     |
| 116 | 24. November 2010   | Saskia Vester, Schauspielerin                                                                          | Dieter Janecek, Landesvorsitzender der Bayerischen Grünen                                                   |
| 115 | 31. Oktober 2010    | Ralf Bauer, Schauspieler                                                                               | Wilfried Scharnagl, ehemaliger Bayernkurier-Chefredakteur                                                   |
| 114 | 24. Oktober 2010    | Alfons Schuhbeck, Koch und Gastronom                                                                   | Ilse Aigner, Bundesministerin für Ernährung, Landwirtschaft und Verbraucherschutz                           |
| 113 | 17. Oktober 2010    | Leslie Mandoki, Musikproduzent                                                                         | Markus Rinderspacher, SPD Fraktionschef im bayerischen Landtag                                              |
| 112 | 10. Oktober 2010    | Markus Wasmeier, Olympiasieger und Ski-Legende (kam erst eine gute halbe Stunde nach Sendebeginn dazu) | Beate Merk, Bayerische Justizministerin                                                                     |
| 111 | 12. September 2010  | Christian Springer, Kabarettist                                                                        | Gabriele Weishäupl, Münchner Fremdenverkehrsdirektorin                                                      |
| 110 | 5. September 2010   | Christoph Süß, TV-Moderator, Kabarettist und Sänger                                                    | Peter Gauweiler, CSU-Politiker                                                                              |
| 109 | 29. August 2010     | Siegfried Rauch, Schauspieler                                                                          | Theresa Schopper, Landesvorsitzende der Bayerischen Grünen                                                  |
| 108 | 11. Juli 2010       | Dieter Kürten, Sportjournalist                                                                         | Natascha Kohnen, Generalsekretärin der bayerischen SPD                                                      |
| 107 | 4. Juli 2010        | Thomas Gottschalk, Moderator und Entertainer                                                           | Markus Söder, bayerischer Gesundheitsminister                                                               |
| 106 | 27. Juni 2010       | Christian Stückl, Schauspieler                                                                         | Barbara Stamm, CSU-Politikerin und Präsidentin des Bayerischen Landtags                                     |
| 105 | 20. Juni 2010       | Marie-Luise Marjan, Schauspielerin                                                                     | Alexander Dobrindt, geschäftsführender Generalsekretär der CSU                                              |
| 104 | 13. Juni 2010       | Joachim „Blacky“ Fuchsberger, Schauspieler und Entertainer                                             | Matthias Jena, Geschäftsführer des DGB-Bezirks Bayern                                                       |
| 103 | 6. Juni 2010        | Charles M. Huber, Schauspieler                                                                         | Hans-Jochen Vogel, ehemaliger SPD-Parteivorsitzender                                                        |
| 102 | 30. Mai 2010        | Martina Schwarzmann, Kabarettistin                                                                     | Margarete Bause, Fraktionschefin der Grünen im Bayerischen Landtag                                          |
| 101 | 16. Mai 2010        | Wolf von Lojewski, Journalist                                                                          | Peter Ramsauer, Bundesverkehrsminister, CSU                                                                 |
| 100 | 9. Mai 2010         | Maria Riesch, Doppel-Olympiasiegerin                                                                   | Horst Seehofer, Bayerischer Ministerpräsident und CSU-Parteivorsitzender                                    |
| 99  | 2. Mai 2010         | Sepp Maier, Fußball-Weltmeister                                                                        | Theresa Schopper, Vorsitzende der bayerischen Grünen                                                        |
| 98  | 25. April 2010      | Michael von Au, Schauspieler                                                                           | Franz Maget, SPD Landtagsabgeordneter und ehem. Oppositionsführer                                           |
| 97  | 11. April 2010      | Harald Schmidt, TV-Moderator und Schauspieler                                                          | Horst Teltschik, ehem. Kohl Berater und Sicherheitsexperte                                                  |
| 96  | 21. März 2010       | Bruno Jonas, Kabarettist                                                                               | Notker Wolf, Abtprimas                                                                                      |
| 95  | 14. März 2010       | Veronica Ferres, Schauspielerin                                                                        | Ulrich Maly, Nürnberger Oberbürgermeister, SPD                                                              |
| 94  | 7. März 2010        | Helmut Schleich, Kabarettist                                                                           | Max Stadler, FDP-Politiker und Staatssekretär                                                               |
| 93  | 28. Februar 2010    | Susanne Breit-Keßler, Regionalbischöfin von München und Oberbayern                                     | Erwin Huber, ehemaliger CSU-Vorsitzender                                                                    |
| 92  | 21. Februar 2010    | Katerina Jacob, Schauspielerin                                                                         | Anton Hofreiter, Politiker der Grünen                                                                       |
| 91  | 14. Februar 2010    | Michl Müller, Kabarettist                                                                              | Claudia Jung, Schlagersängerin und Landtagsabgeordnete                                                      |
| 90  | 7. Februar 2010     | Volker Brandt, Schauspieler                                                                            | Miriam Gruß, Generalsekretärin der bayerischen FDP                                                          |
| 89  | 31. Januar 2010     | Friedrich Ani, Schriftsteller                                                                          | Ilse Aigner, Bundesverbraucherschutzministerin                                                              |
| 88  | 24. Januar 2010     | Monika Gruber, Kabarettistin und Schauspielerin                                                        | Theo Waigel, ehemaliger Bundesfinanzminister                                                                |
| 87  | 17. Januar 2010     | Bruno Jonas, Kabarettist                                                                               | Reinhard Marx, Erzbischof von München und Freising                                                          |
| 86  | 20. Dezember 2009   | Christian Springer, Kabarettist, Schauspieler, Autor                                                   | Alois Glück, Landtagspräsident                                                                              |
| 85  | 13. Dezember 2009   | Enoch zu Guttenberg, Dirigent, Vater von Karl-Theodor zu Guttenberg                                    | Friedrich Nowottny, Journalist und Kommentator                                                              |
| 84  | 6. Dezember 2009    | Elmar Wepper, Schauspieler                                                                             | Willy Bogner, Chef der Olympia-Bewerbungsgesellschaft                                                       |
| 83  | 29. November 2009   | Monika Baumgartner, Schauspielerin                                                                     | Wolfgang Heubisch, bayerischer Wissenschaftsminister                                                        |
| 82  | 22. November 2009   | Oliver Bierhoff, Manager der deutschen Fußballnationalmannschaft                                       | Horst Seehofer, Bayerischer Ministerpräsident und CSU-Parteivorsitzender                                    |
| 81  | 15. November 2009   | Paul Breitner, Berater und Chef-Scout beim FC Bayern München                                           | Markus Rinderspacher, SPD-Fraktionsvorsitzender im bayerischen Landtag                                      |
| 80  | 8. November 2009    | Alfons Schuhbeck, Koch und Gastronom                                                                   | Sabine Leutheusser-Schnarrenberger, Bundesministerin der Justiz (FDP)                                       |
| 79  | 25. Oktober 2009    | Bernd Regenauer, Kabarettist                                                                           | Christine Haderthauer, Bayerische Staatsministerin für Arbeit und Sozialordnung, Familie und Frauen         |
| 78  | 18. Oktober 2009    | Christa Kinshofer-Rembeck, ehemalige Skirennläuferin                                                   | Jerzy Montag, Vorsitzender der bayerischen Grünen                                                           |
| 77  | 11. Oktober 2009    | Georg Ringsgwandl, bayerischer Kabarettist und Liedermacher                                            | Georg Fahrenschon, bayerischer Staatsminister der Finanzen                                                  |
| 76  | 4. Oktober 2009     | Uschi Glas, Schauspielerin                                                                             | Hans-Jochen Vogel, ehem. SPD-Parteivorsitzender                                                             |
| 75  | 20. September 2009  | Fritz Wepper, Schauspieler                                                                             | Peter Ramsauer, Bundesverkehrsminister (CSU)                                                                |
| 74  | 13. September 2009  | Viktoria Brams, Schauspielerin und Synchronsprecherin                                                  | Florian Pronold, Vorsitzender der SPD in Bayern                                                             |
| 73  | 6. September 2009   | Joseph Vilsmaier, Filmregisseur, Kameramann und Produzent                                              | Sabine Leutheusser-Schnarrenberger, Landeschefin der bayerischen FDP                                        |
| 72  | 30. August 2009     | Markus Wasmeier, Doppel-Olympiasieger und Skilegende                                                   | Claudia Roth, Parteivorsitzende der Grünen                                                                  |
| 71  | 12. Juli 2009       | Georg Hackl, ehemaliger Rodelstar                                                                      | Axel Berg, SPD-Bundestagsabgeordneter                                                                       |
| 70  | 5. Juli 2009        | Vesselina Kasarova, Opernsängerin                                                                      | Peter Gauweiler, CSU-Bundestagsabgeordneter                                                                 |
| 69  | 28. Juni 2009       | Cornelia Froboess, Schauspielerin                                                                      | Sepp Daxenberger, bayerischer Fraktionsvorsitzender der Grünen                                              |
| 68  | 21. Juni 2009       | Wolfgang Krebs, Kabarettist                                                                            | Hubert Aiwanger, Landeschef der Freien Wähler                                                               |
| 67  | 14. Juni 2009       | Luise Kinseher, Kabarettistin und Schauspielerin                                                       | Fritz Schösser, bayerischer DGB-Chef                                                                        |
| 66  | 7. Juni 2009        | Horst Janson, Schauspieler                                                                             | Ingrid Hofmann, Unternehmerin                                                                               |
| 65  | 24. Mai 2009        | Paul Breitner, Ex-Fußballstar und Berater beim FC Bayern München                                       | Franz Maget, SPD-Fraktionschef im Bayerischen Landtag                                                       |
| 64  | 17. Mai 2009        | Roland Berger, Unternehmensberater                                                                     | Christine Scheel, Grünen-Politikerin                                                                        |
| 63  | 10. Mai 2009        | Jutta Speidel, Schauspielerin                                                                          | Thomas Jansing, Unterhaltungschef des Bayerischen Fernsehens                                                |
| 62  | 3. Mai 2009         | Uli Hoeneß, Manager des FC Bayern München                                                              | Markus Söder, bayerischer Minister für Umwelt und Gesundheit (CSU)                                          |
| 61  | 26. April 2009      | Michael Lerchenberg, Schauspieler                                                                      | Claudia Jung, Schlagersängerin und Landtagsabgeordnete                                                      |
| 60  | 19. April 2009      | Michaela May, Schauspielerin                                                                           | Wolfgang Heubisch, Bayerischer Wissenschaftsminister                                                        |
| 59  | 29. März 2009       | Udo Wachtveitl, Schauspieler                                                                           | Claudia Stamm, Grünen-Politikerin                                                                           |
| 58  | 15. März 2009       | Susanne Breit-Keßler, Münchner Regionalbischöfin                                                       | Ludwig Spaenle, Bayerischer Staatsminister für Unterricht und Kultus                                        |
| 57  | 8. März 2009        | Lambert Hamel, Schauspieler                                                                            | Anselm Bilgri, Berater und ehem. Prior im Kloster Andechs                                                   |
| 56  | 1. März 2009        | Lisa Fitz, Kabarettistin und Schauspielerin                                                            | Joachim Herrmann, Bayerischer Innenminister (CSU)                                                           |
| 55  | 22. Februar 2009    | Hans-Jürgen Buchner alias Haindling, Musiker                                                           | Adelheid Rupp, SPD-Politikerin                                                                              |
| 54  | 15. Februar 2009    | Friedrich von Thun, Schauspieler                                                                       | Dagmar Wöhrl, CSU-Politikerin                                                                               |
| 53  | 8. Februar 2009     | Monika Gruber, Kabarettistin                                                                           | Hubert Aiwanger, Landesvorsitzender der Freien Wähler                                                       |
| 52  | 1. Februar 2009     | Bernd Händel, Kabarettist                                                                              | Monika Hohlmeier, CSU-Politikerin                                                                           |
| 51  | 25. Januar 2009     | Michael Degen, Schauspieler                                                                            | Nina Ruge, Moderatorin                                                                                      |
| 50  | 18. Januar 2009     | Martina Schwarzmann, Kabarettistin                                                                     | Georg Schmid, CSU-Fraktionschef                                                                             |
| 49  | 21. Dezember 2008   | Notker Wolf, Abtprimas                                                                                 | Christian Ude, Münchner Oberbürgermeister, SPD                                                              |
| 48  | 14. Dezember 2008   | Grit Boettcher, Schauspielerin                                                                         | Hans Georg Lößl, Theologe und Bildungsfachmann                                                              |
| 47  | 7. Dezember 2008    | Franz Beckenbauer, Präsident des FC Bayern München                                                     | Lothar Späth, Ex-Ministerpräsident und Unternehmer                                                          |
| 46  | 30. November 2008   | Sandra Maischberger, Journalistin und Moderatorin                                                      | Margarete Bause, Fraktionsvorsitzende der Grünen im Bayerischen Landtag                                     |
| 45  | 16. November 2008   | Maria Furtwängler, Schauspielerin                                                                      | Horst Seehofer, Bayerischer Ministerpräsident und CSU-Parteivorsitzender                                    |
| 44  | 9. November 2008    | Monika Peitsch, Schauspielerin                                                                         | Hans-Dietrich Genscher, ehem. Außenminister und Vizekanzler (FDP)                                           |
| 43  | 2. November 2008    | Willy Bogner, Ski-Legende und Unternehmer                                                              | Martin Zeil, Bayerischer Wirtschaftsminister, FDP                                                           |
| 42  | 26. Oktober 2008    | Christine Bortenlänger, Chefin der Börse München                                                       | Thomas Goppel, Bayerischer Wissenschaftsminister, CSU                                                       |
| 41  | 19. Oktober 2008    | Reinhold Messner, Extrembergsteiger, Abenteurer, Buch- und Filmautor                                   | Anja Kohl, Redakteurin und Moderatorin bei der Börsenredaktion des HR                                       |
| 40  | 5. Oktober 2008     | Bruno Jonas, Kabarettist                                                                               | Theo Waigel, ehem. Bundesfinanzminister und früherer CSU-Chef                                               |
| 39  | 28. September 2008  | Senta Auth, Schauspielerin                                                                             | Horst Kummeth, Fernseh- und Theaterschauspieler, Regisseur, Dreh- und Kinderbuchautor                       |
| 38  | 14. September 2008  | Marianne Koch, Schauspielerin und Ärztin                                                               | Anselm Bilgri, ehemaliger Prior des Klosters Andechs, Buchautor                                             |
| 37  | 7. September 2008   | Christian Stückl, Theaterregisseur und Intendant                                                       | Katrin Müller-Hohenstein, Journalistin und Moderatorin                                                      |
| 36  | 31. August 2008     | Christian Wolff, Schauspieler und Synchronsprecher                                                     | Angela Böhm, Landtagskorrespondentin der Abendzeitung                                                       |
| 35  | 13. Juli 2008       | Peter Rappenglück, Schauspieler                                                                        | Hubert Weiger, Vorsitzender des Bunds für Umwelt und Naturschutz Deutschland (BUND)                         |
| 34  | 6. Juli 2008        | Marianne Sägebrecht, Schauspielerin                                                                    | Günther Beckstein, ehemaliger Bayerischer Ministerpräsident, CSU                                            |
| 33  | 22. Juni 2008       | Harald Krassnitzer, Schauspieler                                                                       | Franz Maget, SPD-Spitzenkandidat für die Landtagswahl                                                       |
| 32  | 15. Juni 2008       | Joachim „Blacky“ Fuchsberger, Schauspieler und Showmaster                                              | Lizzy Aumeier, Kontrabassistin und Kabarettistin                                                            |
| 31  | 8. Juni 2008        | Harald Schmidt, TV-Moderator und Schauspieler                                                          | Sabine Leutheusser-Schnarrenberger, FDP-Landesvorsitzende Bayern                                            |
| 30  | 1. Juni 2008        | Katja Ebstein, Sängerin und Schauspielerin                                                             | Sepp Daxenberger, Politiker der Grünen                                                                      |
| 29  | 25. Mai 2008        | Andreas Giebel, Kabarettist                                                                            | Ludwig Stiegler, MdB, stellv. Vorsitzender der Bundestagsfraktion, Landesvorsitzender Bayern-SPD            |
| 28  | 18. Mai 2008        | Christian Neureuther, ehemaliger Skirennläufer                                                         | Horst Seehofer, Bundesminister für Ernährung, Landwirtschaft und Verbraucherschutz (CSU)                    |
| 27  | 4. Mai 2008         | Maria von Welser, stellvertretende Vorsitzende von UNICEF Deutschland                                  | Beate Merk, bayerische Justizministerin                                                                     |
| 26  | 27. April 2008      | Marie-Luise Marjan, Schauspielerin                                                                     | Sepp Dürr, Politiker der Grünen                                                                             |
| 25  | 21. April 2008      | Miroslav Nemec, Schauspieler                                                                           | Gudrun Sailer, Redakteurin von Radio Vatikan                                                                |
| 24  | 14. April 2008      | Vicky Leandros, Sängerin und Politikerin                                                               | Florian Pronold, SPD-Politiker                                                                              |
| 23  | 6. April 2008       | Uschi Glas, Schauspielerin                                                                             | Markus Söder, Bayerischer Staatsminister für Bundes- und Europaangelegenheiten (CSU)                        |
| 22  | 30. März 2008       | Sunnyi Melles, Schauspielerin                                                                          | Theo Waigel, ehem. Bundesfinanzminister und früherer CSU-Chef                                               |
| 21  | 9. März 2008        | Amelie Fried, Moderatorin und Autorin                                                                  | Peter Ramsauer, Vorsitzender der CSU-Landesgruppe                                                           |
| 20  | 2. März 2008        | Wolfgang Fierek, Schauspieler und Schlagersänger                                                       | Franz Xaver Bogner, Regisseur und Drehbuchautor                                                             |
| 19  | 24. Februar 2008    | Michael Lerchenberg, Schauspieler                                                                      | Christine Haderthauer, CSU-Generalsekretärin                                                                |
| 18  | 17. Februar 2008    | Sky du Mont, Schauspieler und Autor                                                                    | Barbara Rütting, Schauspielerin, Autorin und Politikerin der Grünen                                         |
| 17  | 10. Februar 2008    | Dieter Kronzucker, Journalist, Fernsehmoderator und Hochschuldozent                                    | Franz Maget, SPD-Fraktionschef im Bayerischen Landtag                                                       |
| 16  | 3. Februar 2008     | Paul Breitner, Ex-Fußballstar und Berater beim FC Bayern München                                       | Barbara Stamm, CSU-Politikerin und Präsidentin des Bayerischen Landtags                                     |
| 15  | 27. Januar 2008     | Lisa Fitz, Kabarettistin                                                                               | Hans Rudolf Wöhrl, Unternehmer                                                                              |
| 14  | 20. Januar 2008     | Monika Gruber, Kabarettistin                                                                           | Randolf Rodenstock, Unternehmer und Wirtschaftsfunktionär                                                   |
| 13  | 13. Januar 2008     | Max Schautzer, Moderator                                                                               | Sabine Leutheusser-Schnarrenberger, FDP-Politikerin                                                         |
| 12  | 6. Februar 2008     | Django Asül, Kabarettist                                                                               | Hans-Jochen Vogel, SPD-Politiker                                                                            |
| 11  | 30. Dezember 2007   | Christine Neubauer, Schauspielerin                                                                     | Edmund Stoiber, Ehrenvorsitzender der CSU                                                                   |
| 10  | 16. Dezember 2007   | Brigitte Hamann, Historikerin und Autorin                                                              | Markus Söder, bayerischer Minister für Umwelt und Gesundheit (CSU)                                          |
| 9   | 9. Dezember 2007    | Willy Bogner, Ski-Legende und Unternehmer                                                              | Thomas Bach, Vizepräsident des IOC                                                                          |
| 8   | 2. Dezember 2007    | Gaby Dohm, Schauspielerin                                                                              | Christian Ude, Münchner Oberbürgermeister, SPD                                                              |
| 7   | 25. November 2007   | Michaela May, Schauspielerin                                                                           | Günther Beckstein, bayerischer Ministerpräsident                                                            |
| 6   | 18. November 2007   | Heiner Lauterbach, Schauspieler                                                                        | Susanne Breit-Keßler, bayerische Regionalbischöfin                                                          |
| 5   | 11. November 2007   | Bruno Jonas, Kabarettist                                                                               | Christine Haderthauer, neue Generalsekretärin der CSU                                                       |
| 4   | 4. November 2007    | Uli Hoeneß, Manager des FC Bayern München                                                              | Renate Schmidt, SPD-Politikerin                                                                             |
| 3   | 28. Oktober 2007    | Jutta Speidel, Schauspielerin                                                                          | Fritz Schösser, ehemaliger SPD-Bundestagsabgeordneter                                                       |
| 2   | 21. Oktober 2007    | Michael Fitz, Schauspieler und Musiker                                                                 | Claudia Roth, Parteichefin der Grünen                                                                       |
| 1   | 14. Oktober 2007    | Veronica Ferres, Schauspielerin                                                                        | Erwin Huber, CSU-Vorsitzender                                                                               |

## Häufigste Gäste
| Häufigkeit | Gast                               | Stammtische | Stammtische      | Stammtische      | Stammtische      | Stammtische      | Stammtische      | Stammtische      | Stammtische               | Stammtische      | Stammtische      | Stammtische | Stammtische     | Stammtische      | Stammtische     | Stammtische      | Stammtische      | Stammtische      | Stammtische      | Stammtische |
| Häufigkeit | Gast                               | 2025        | 2024             | 2023             | 2022             | 2021             | 2020             | 2019             | 2018                      | 2017             | 2016             | 2015        | 2014            | 2013             | 2012            | 2011             | 2010             | 2009             | 2008             | 2007        |
| ---------- | ---------------------------------- | ----------- | ---------------- | ---------------- | ---------------- | ---------------- | ---------------- | ---------------- | ------------------------- | ---------------- | ---------------- | ----------- | --------------- | ---------------- | --------------- | ---------------- | ---------------- | ---------------- | ---------------- | ----------- |
| 19 ×       | Hubert Aiwanger                    | 19. Jan     | 2. Feb           | 9. Jul           | 12. Nov          | 5. Dez, 30. Mai  | 26. Apr, 23. Feb | 28. Apr          | 25. Nov, 22. Jul, 13. Mai |                  |                  | 1. Mär      | 8. Jun          | 4. Feb           | 15. Jul         | 16. Okt          |                  | 21. Jun, 8. Feb  |                  |             |
| 17 ×       | Horst Seehofer                     | 29. Jun     |                  |                  |                  | 25. Jul, 21. Feb | 3. Mai           | 8. Dez           | 21. Okt, 11. Feb          |                  |                  | 15. Nov     | 7. Sep          | 15. Dez, 17. Feb | 4. Mär          | 6. Mär           | 9. Mai           | 22. Nov          | 16. Nov, 18. Mai |             |
| 17 ×       | Christian Springer                 | 19. Jan     |                  | 15. Okt, 15. Jan | 23. Jan          | 4. Jul           |                  | 22. Dez          | 21. Okt, 8. Jul           | 17. Dez          | 17. Jan          | 15. Feb     | 12. Jan         |                  | 25. Mär         | 11. Sep, 7. Feb  | 12. Sep          | 20. Dez          |                  |             |
| 17 ×       | Markus Söder                       | 16. Feb     |                  | 22. Jul          | 18. Dez          | 28. Nov          | 11. Okt          | 20. Okt, 17. Feb |                           | 10. Dez          | 16. Okt, 31. Jan | 12. Apr     |                 | 20. Okt          | 5. Feb          |                  | 4. Jul           | 3. Mai           | 6. Apr           | 16. Dez     |
| 13 ×       | Joachim Herrmann                   |             |                  | 30. Apr          | 6. Feb           | 31. Jan          | 22. Mär          |                  | 3. Jun                    | 14. Mai, 5. Mär  | 3. Apr           | 13. Sep     | 15. Jun         |                  | 2. Dez          | 11. Sep          |                  | 1. Mär           |                  |             |
| 13 ×       | Theo Waigel                        |             | 28. Apr, 14. Jan |                  | 27. Mär          | 24. Jan          |                  | 16. Jun          |                           | 9. Jul           |                  | 5. Jul      | 9. Nov          |                  | 20. Mai         | 22. Mai          | 24. Jan          |                  | 5. Okt, 30. Mär  |             |
| 12 ×       | Ilse Aigner                        |             | 12. Mai          |                  | 12. Mär          | 6. Jun           | 20. Dez          | 10. Mär          |                           | 5. Nov           | 22. Mai          |             | 12. Okt         | 23. Jun          | 16. Dez         | 13. Nov          | 24. Okt, 31. Jan |                  |                  |             |
| 12 ×       | Sabine Leutheusser-Schnarrenberger |             | 24. Nov          | 12. Nov          | 5. Nov           |                  | 17. Mai          |                  |                           |                  | 4. Dez           |             |                 |                  | 16. Sep         | 6. Nov           | 19. Dez          | 8. Nov, 6. Sep   | 8. Jun, 13. Jan  |             |
| 12 ×       | Manfred Weber                      |             | 12. Mai          | 5. Feb           | 16. Okt, 27. Feb | 16. Mai          | 15. Nov, 8. Mär  | 13. Jan          |                           | 19. Mär          | 6. Mär, 17. Jan  | 22. Mär     |                 |                  |                 |                  |                  |                  |                  |             |
| 11 ×       | Jürgen Kirner                      |             |                  | 29. Okt          | 30. Okt          | 11. Apr          | 23. Feb          | 31. Mär          | 15. Dez, 18. Mär          | 7. Mai           | 6. Mär           | 1. Feb      |                 | 7. Jul           |                 |                  |                  |                  |                  |             |
| 11 ×       | Claudia Roth                       | 2. Feb      |                  | 16. Jul          |                  |                  | 14. Jun          |                  | 27. Mai                   | 25. Jun          |                  |             | 19. Okt         | 9. Jun           | 29. Jan         | 19. Jun          |                  | 30. Aug          |                  | 21. Okt     |
| 10 ×       | Erwin Huber                        | 23. Feb     |                  | 15. Okt          | 14. Mai          | 7. Mär           |                  |                  | 15. Dez, 8. Jul           | 8. Okt           |                  | 24. Mai     |                 |                  |                 |                  | 28. Feb          |                  |                  | 14. Okt     |
| 10 ×       | Natascha Kohnen                    |             |                  |                  |                  |                  |                  | 12. Mai          | 15. Jul, 18. Feb          | 28. Mai          | 17. Jul, 24. Jan | 8. Feb      | 2. Feb          |                  | 19. Feb         |                  | 11. Jul          |                  |                  |             |
| 10 ×       | Michael Lerchenberg                | 16. Mär     |                  |                  | 10. Jul          | 7. Mär           |                  | 10. Nov          |                           |                  | 1. Mai           | 15. Mär     |                 | 3. Mär           |                 | 8. Mai           |                  | 26. Apr          | 24. Feb          |             |
| 10 ×       | Michaela May                       |             |                  | 10. Dez          |                  | 16. Mai          |                  | 14. Jul          | 11. Feb                   |                  | 15. Mai          |             | 9. Nov          | 14. Jul          |                 | 20. Mär          |                  | 19. Apr          |                  | 25. Nov     |
| 10 ×       | Florian Pronold                    |             |                  |                  |                  |                  |                  | 10. Feb          |                           | 26. Feb          | 24. Apr          | 8. Nov      | 16. Feb         | 6. Okt           | 6. Mai          | 13. Mär          |                  | 13. Sep          | 14. Apr          |             |
| 10 ×       | Christian Ude                      |             |                  |                  | 20. Feb          |                  |                  |                  |                           | 15. Okt, 29. Jan |                  | 19. Apr     |                 | 16. Jun          | 25. Nov         | 23. Okt, 23. Jan |                  |                  | 21. Dez          | 2. Dez      |
| 10 ×       | Christian Stückl                   |             | 23. Jun          |                  | 10. Jun          |                  | 8. Nov           | 24. Nov          |                           |                  | 1. Mai           | 15. Mär     |                 | 3. Mär           |                 | 8. Mai           |                  | 26. Apr          | 24. Feb          |             |
| 9 ×        | Margarete Bause                    |             |                  |                  |                  |                  | 28. Nov          |                  |                           | 22. Okt, 22. Jan | 28. Jun          |             |                 | 7. Jul           | 24. Jun         | 15. Mai          | 30. Mai          |                  | 30. Nov          |             |
| 9 ×        | Paul Breitner                      |             |                  |                  |                  | 31. Okt          |                  |                  | 22. Apr                   |                  | 12. Jun          | 12. Apr     |                 |                  | 14. Okt         | 9. Okt           |                  | 15. Nov, 24. Mai | 3. Feb           |             |
| 9 ×        | Uschi Glas                         | 6. Jul      | 7. Jul           | 5. Feb           |                  | 21. Mär          |                  |                  |                           | 12. Feb          |                  |             | 14. Sep         |                  | 22. Jan         |                  |                  | 4. Okt           | 6. Apr           |             |
| 9 ×        | Georg Hackl                        | 18. Mai     | 21. Jul          | 21. Apr          |                  |                  |                  | 12. Mai          |                           |                  | 24. Apr          |             | 11. Mai         |                  | 24. Jun         | 10. Jul          |                  | 12. Jul          |                  |             |
| 9 ×        | Monika Hohlmeier                   |             |                  |                  |                  |                  | 21. Jun          |                  |                           | 11. Jun          | 30. Okt          | 8. Mär      | 1. Jun          | 3. Nov           | 16. Jun         | 24. Jul          |                  | 1. Feb           |                  |             |
| 9 ×        | Dieter Reiter                      |             |                  | 10. Dez, 16. Apr |                  | 21. Nov, 7. Feb  | 19. Apr          | 20. Jan          | 21. Jan                   |                  |                  | 6. Dez      | 14. Sep         |                  |                 |                  |                  |                  |                  |             |
| 9 ×        | Helmut Schleich                    |             |                  |                  | 13. Nov          | 21. Feb          | 15. Mär          |                  | 13. Mai                   |                  |                  | 1. Mär      |                 | 15. Dez          | 13. Mai         | 6. Mär           | 7. Mär           |                  |                  |             |
| 9 ×        | Harald Schmidt                     | 2. Mär      |                  | 11. Jun          |                  | 6. Jun           |                  | 8. Dez           |                           | 18. Jun          |                  |             |                 |                  | 9. Dez, 12. Feb |                  | 11. Apr          |                  | 8. Jun           |             |
| 8 ×        | Luise Kinseher                     |             | 15. Dez          | 12. Mär          |                  |                  | 26. Apr          |                  |                           | 3. Dez           | 10. Jan          |             | 7. Sep          |                  |                 | 11. Dez          |                  | 14. Jun          |                  |             |
| 8 ×        | Harald Lesch                       | 23. Feb     | 21. Jan          |                  | 19. Nov          | 10. Okt          | 21. Nov, 29. Mär | 3. Mär           |                           | 26. Nov          |                  |             |                 |                  |                 |                  |                  |                  |                  |             |
| 7 ×        | Monika Baumgartner                 |             |                  |                  |                  |                  | 14. Nov          | 3. Nov           |                           |                  |                  | 21. Jun     |                 | 12. Mai          | 8. Jan          | 30. Jan          |                  | 29. Nov          |                  |             |
| 7 ×        | Amelie Fried                       |             |                  | 18. Jun          |                  |                  | 8. Mär           | 17. Feb          |                           |                  |                  | 22. Nov     | 13. Jul         | 27. Jan          |                 |                  |                  |                  | 9. Mär           |             |
| 7 ×        | Christian Neureuther               |             |                  |                  |                  |                  |                  |                  | 1. Jul, 18. Feb           | 16. Jul          | 13. Mär          |             |                 |                  | 10. Jun         | 26. Jun          |                  |                  | 18. Mai          |             |
| 7 ×        | Angelika Niebler                   |             |                  |                  |                  |                  |                  | 30. Jun          | 18. Nov                   |                  | 3. Jul           | 21. Jun     |                 |                  | 1. Jul          | 9. Okt           | 28. Nov          |                  |                  |             |
| 7 ×        | Markus Rinderspacher               |             |                  |                  |                  |                  |                  |                  |                           |                  | 18. Okt          | 29. Mai     | 18. Mai         | 24. Feb          | 10. Jun         |                  | 17. Okt          | 15. Nov          |                  |             |
| 7 ×        | Nina Ruge                          |             |                  |                  |                  | 5. Dez           |                  | 21. Jul          |                           | 14. Mai          |                  | 10. Mai     |                 | 24. Feb          |                 | 13. Feb          |                  | 25. Jan          |                  |             |
| 7 ×        | Rainer Maria Schießler             |             | 8. Dez           | 26. Feb          | 27. Mär          |                  | 13. Dez          | 24. Feb          |                           |                  |                  | 29. Nov     | 1. Jun          |                  |                 |                  |                  |                  |                  |             |
| 7 ×        | Jutta Speidel                      |             | 28. Apr          |                  |                  | 21. Nov          |                  | 28. Apr          |                           |                  | 3. Apr           |             |                 | 11. Nov          |                 |                  |                  | 10. Mai          |                  | 28. Okt     |
| 7 ×        | Jan Weiler                         |             | 10. Mär          | 17. Mär          | 22. Mai          |                  | 12. Jan          |                  | 11. Mär                   |                  |                  | 28. Jun     | 20. Jul         |                  |                 |                  |                  |                  |                  |             |
| 6 ×        | Dorothee Bär                       | 15. Mär     |                  |                  |                  | 17. Okt          |                  | 19. Mai          |                           |                  |                  | 17. Mai     | 24. Jul         | 27. Jan          |                 |                  |                  |                  |                  |             |
| 6 ×        | Ekin Deligöz                       |             | 28. Jan          | 12. Feb          | 27. Feb          |                  |                  |                  | 25. Feb                   | 12. Mär          | 19. Jun          |             |                 |                  |                 |                  |                  |                  |                  |             |
| 6 ×        | Monika Gruber                      |             |                  |                  |                  |                  |                  |                  |                           |                  |                  | 5. Jul      | 9. Feb          |                  |                 | 9. Jan           | 24. Jan          | 8. Feb           | 20. Jan          |             |
| 6 ×        | Uli Hoeneß                         | 2. Feb      |                  | 8. Okt           | 9. Okt           |                  | 19. Jul          |                  |                           |                  |                  |             |                 |                  |                 |                  |                  | 3. Mai           |                  | 4. Nov      |
| 6 ×        | Anton Hofreiter                    |             |                  | 22. Okt          | 3. Apr           |                  |                  | 24. Apr          |                           |                  |                  |             | 13. Jul         | 13. Okt          |                 |                  | 21. Feb          |                  |                  |             |
| 6 ×        | Dieter Janecek                     |             |                  | 15. Jan          |                  | 11. Jul          |                  |                  | 9. Dez                    | 12. Nov          |                  | 10. Mai     |                 |                  |                 |                  | 24. Nov          |                  |                  |             |
| 6 ×        | Bruno Jonas                        |             |                  |                  |                  |                  |                  |                  |                           |                  |                  |             |                 |                  | 4. Mär          | 19. Jun          |                  | 21. Mär, 17. Jan | 5. Okt           | 11. Nov     |
| 6 ×        | Ursula Münch                       |             |                  |                  |                  |                  |                  | 2. Jun           | 11. Nov                   | 19. Nov, 16. Jul | 23. Okt          |             |                 | 27. Okt          |                 |                  |                  |                  |                  |             |
| 6 ×        | Christoph Schwennicke              |             |                  | 19. Nov          |                  |                  |                  | 26. Mai          | 17. Jun                   | 23. Jul          | 21. Feb          | 15. Mär     |                 |                  |                 |                  |                  |                  |                  |             |
| 6 ×        | Katharina Schulze                  | 23. Mär     |                  |                  | 30. Okt          |                  | 5. Jul           |                  | 1. Jul                    | 30. Apr          | 10. Apr          |             |                 |                  |                 |                  |                  |                  |                  |             |
| 6 ×        | Notker Wolf †                      |             |                  |                  |                  |                  | 2. Feb           |                  |                           | 11. Jun          |                  |             | 7. Dez          |                  |                 | 4. Dez           | 21. Mär          |                  | 21. Dez          |             |
| 5 ×        | Franz Xaver Bogner                 |             |                  |                  |                  |                  |                  | 20. Jan          |                           |                  | 17. Jul          |             | 19. Okt         |                  |                 | 24. Jul          |                  |                  | 2. Mär           |             |
| 5 ×        | Michael Fitz                       |             |                  |                  |                  |                  |                  |                  |                           | 5. Feb           |                  |             | 15. Jun         |                  | 11. Nov         |                  | 28. Nov          |                  |                  | 21. Okt     |
| 5 ×        | Peter Gauweiler                    |             |                  |                  |                  |                  |                  |                  |                           |                  |                  |             | 14. Dez, 9. Feb |                  | 15. Jan         |                  | 5. Sep           | 5. Jul           |                  |             |
| 5 ×        | Christine Haderthauer              |             |                  |                  |                  |                  |                  |                  |                           |                  |                  |             |                 |                  | 22. Apr         | 20. Feb          |                  | 25. Okt          | 24. Feb          | 11. Nov     |
| 5 ×        | Andreas Martin Hofmeir             |             |                  |                  | 1. Mai           |                  | 20. Dez          | 1. Dez, 10. Feb  |                           |                  |                  | 17. Mai     |                 |                  |                 |                  |                  |                  |                  |             |
| 5 ×        | Hannes Jaenicke                    |             | 3. Nov           |                  | 20. Mai          |                  |                  | 15. Dez          |                           | 10. Dez          |                  |             |                 |                  | 18. Mär         |                  |                  |                  |                  |             |
| 5 ×        | Hans-Ulrich Jörges                 |             |                  |                  |                  |                  |                  |                  | 4. Nov, 28. Feb           |                  | 6. Nov, 13. Mär  | 31. Mai     |                 |                  |                 |                  |                  |                  |                  |             |
| 5 ×        | Michaela Kaniber                   | 11. Mai     | 3. Mai           |                  | 29. Mai          |                  | 25. Okt, 19. Jan |                  |                           |                  |                  |             |                 |                  |                 |                  |                  |                  |                  |             |
| 5 ×        | Bernd Regenauer                    |             |                  |                  |                  |                  |                  | 7. Jul           |                           | 26. Feb          |                  |             | 23. Nov         |                  | 16. Sep         |                  |                  | 25. Okt          |                  |             |
| 5 ×        | Marcel Reif                        | 1. Jun      |                  | 3. Dez           |                  |                  |                  | 16. Jun          |                           |                  |                  | 18. Okt     |                 |                  |                 | 4. Sep           |                  |                  |                  |             |
| 5 ×        | Hannes Ringlstetter                |             | 4. Feb           |                  | 16. Jun          | 18. Apr          | 17. Mai          |                  |                           |                  |                  |             |                 |                  | 16. Dez         |                  |                  |                  |                  |             |
| 5 ×        | Werner Schmidbauer                 |             |                  | 12. Feb          | 27. Feb          |                  | 19. Apr          |                  |                           |                  |                  | 25. Jan     | 15. Jan         |                  |                 |                  |                  |                  |                  |             |
| 5 ×        | Barbara Stamm †                    |             |                  |                  |                  |                  |                  |                  | 14. Jan                   |                  |                  | 18. Jan     |                 |                  | 2. Sep          |                  | 27. Jun          |                  | 3. Feb           |             |
| 5 ×        | Christine Theiss                   |             |                  |                  |                  | 17. Jan          | 1. Mär           |                  | 9. Dez                    |                  |                  |             |                 |                  | 6. Mai          | 23. Jan          |                  |                  |                  |             |
| 5 ×        | Hans-Jochen Vogel †                |             |                  |                  |                  |                  |                  |                  |                           |                  |                  |             |                 |                  | 28. Okt, 8. Jan |                  | 6. Jun           | 4. Okt           | 6. Jan           |             |
| 5 ×        | Markus Wasmeier                    |             |                  |                  | 3. Apr           |                  | 9. Feb           |                  |                           |                  |                  | 22. Feb     |                 |                  |                 |                  | 10. Okt          | 30. Aug          |                  |             |
| 5 ×        | Stephan Zinner                     |             |                  |                  | 9. Jan           |                  |                  | 27. Jan          |                           |                  |                  |             | 14. Dez         | 14. Apr          |                 | 29. Mai          |                  |                  |                  |             |